# Bertolt Brecht

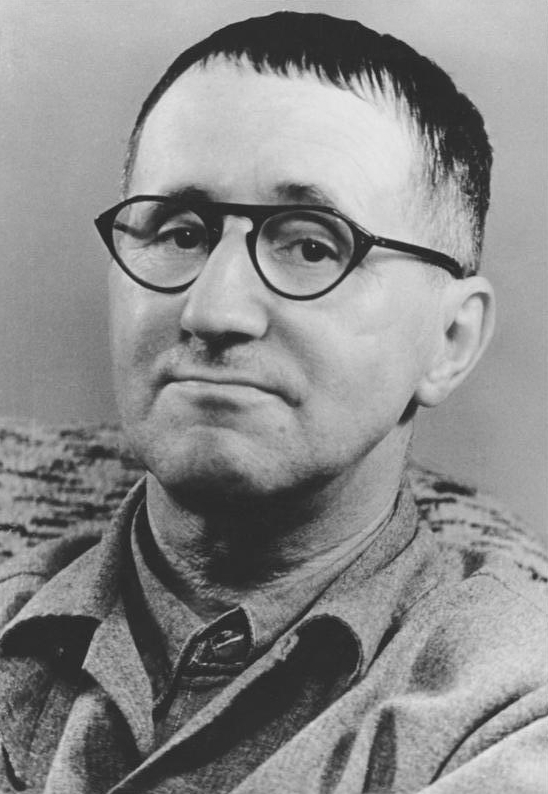
Bertolt Brecht (1954)

Bertolt Brecht (Künstlername seit Juli 1916; auch Bert Brecht), eigentlich Eugen Berthold Friedrich Brecht (* 10. Februar 1898 in Augsburg; † 14. August 1956 in Ost-Berlin), war ein einflussreicher deutscher Dramatiker, Librettist und Lyriker des 20. Jahrhunderts. Seine Werke werden weltweit aufgeführt. Brecht hat das epische Theater beziehungsweise „dialektische Theater“ begründet und umgesetzt. Zu seinen bekanntesten Stücken zählen Die Dreigroschenoper, Mutter Courage und ihre Kinder sowie das kapitalismuskritische Werk Die heilige Johanna der Schlachthöfe.
Brecht gehört zu den bedeutendsten deutschen Dichtern des 20. Jahrhunderts. Seine Lyrik umfasst viele Gattungen und Formen. Mit seinem ersten Gedichtband Hauspostille erneuerte er die Balladendichtung durch den Gebrauch von Bänkelsang und Couplet. In seinem Exilwerk Svendborger Gedichte erschloss er das Kinderlied neu für das Volkslied und erweiterte die Ballade durch epische Elemente zum Erzählgedicht. Unter seinen bekannten Gedichten sind zahlreiche Songs aus seinen Stücken sowie Gelegenheitsdichtung, Protest- und Kampflieder. Die Kalendergeschichten, besonders die Erzählung Der Augsburger Kreidekreis und die Geschichten vom Herrn Keuner, verschafften dem Dramatiker und Lyriker Brecht auch als Erzähler von Kurzprosa breite Anerkennung.

## Leben

### Kindheit und Jugend: Augsburg 1898 bis 1917

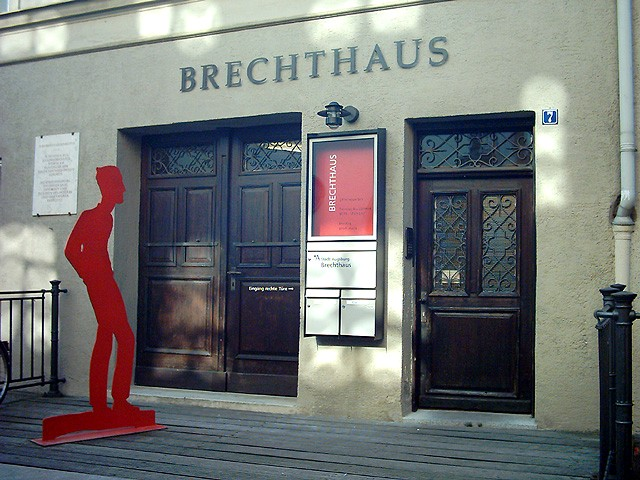
Geburtshaus des Dichters in Augsburg (sogenanntes Brechthaus)

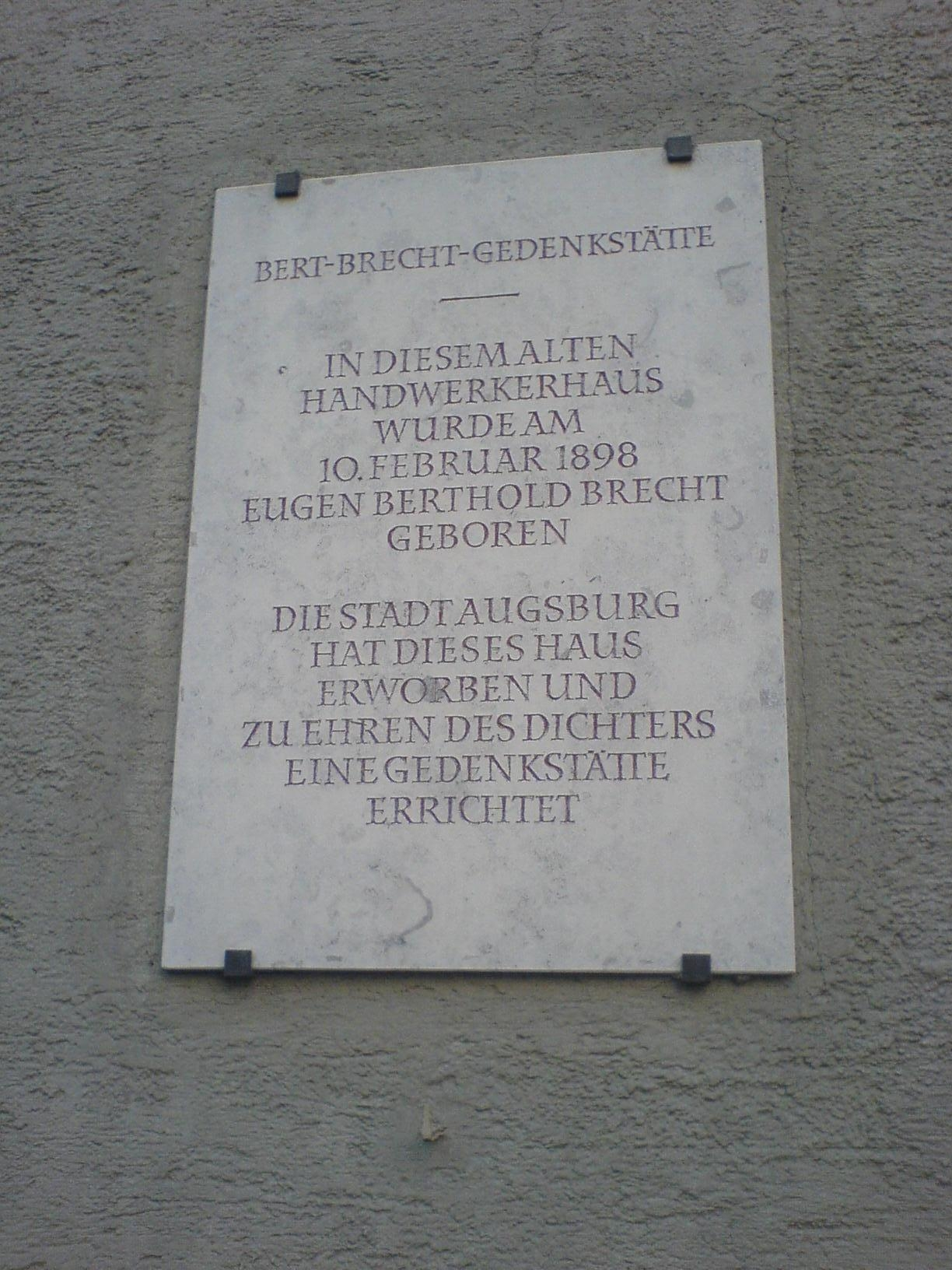
Hinweistafel am Brechthaus in Augsburg

#### Eltern und soziales Umfeld
Eugen Brecht, wie der junge Eugen Berthold Friedrich Brecht gerufen wurde, wuchs in gesicherten wirtschaftlichen und sozialen Verhältnissen auf. Sein Vater Berthold Friedrich Brecht, Sohn eines Lithografen im badischen Achern, hatte keine höhere Bildung: Er hatte die Volksschule besucht und danach eine kaufmännische Lehre absolviert. 1893 war er als Kommis bei der Augsburger Haindl’schen Papierfabrik eingetreten, einem prosperierenden Unternehmen, das damals allein in Augsburg rund 300 Beschäftigte hatte. Dort stieg Berthold Friedrich Brecht rasch auf, 1901 zum Prokuristen und 1917 zum Direktor der kaufmännischen Abteilung. Brechts Mutter Wilhelmine Friederike Sophie, genannt Sophie (1871–1920), stammte aus dem oberschwäbischen Roßberg bei Wolfegg und kam aus einem kleinen Beamtenhaushalt; ihr Vater Josef Friedrich Brezing (1842–1922) war dort Stationsvorstand, ihre Mutter Friederike, geb. Gamerdinger (1838–1914) stammte aus Weil im Schönbuch. Pietistisch geprägt, las sie ihren Enkeln Geschichten aus der Bibel vor.
Ab September 1900 bewohnte die Familie, Berthold Friedrich und Sophie Brecht sowie Eugen und der jüngere Bruder Walter, zwei Wohnungen mit zusammen sechs Zimmern in der Augsburger Klaucke-Vorstadt, auch „Bleich“-Viertel genannt. Die Wohnung gehörte zu einer vier Häuser umfassenden Stiftung der Haindls, hauptsächlich für verdiente Arbeiter und Angestellte der Papierfabrik; zu Berthold Friedrich Brechts Aufgaben zählte die Verwaltung dieser Stiftung. Die Brechts beschäftigten ein Dienstmädchen. Sophie Brecht litt jahrelang an Depressionen und Brustkrebs und starb 1920 an einem Rezidiv ihres Krebses. Im Lied von meiner Mutter schreibt Brecht: „Ich erinnere mich ihres Gesichts nicht mehr, wie es war, als sie noch nicht Schmerzen hatte.“ Seit 1910 hatten die Brechts daher zusätzlich eine Hausdame. Für diese musste Eugen sein Zimmer räumen, erhielt aber dafür eine Mansardenwohnung mit eigenem Eingang.
Der Vater war katholisch, die Mutter protestantisch. Sie hatten sich darauf geeinigt, dass die Kinder im protestantischen Glauben erzogen wurden, der junge Eugen Brecht gehörte damit im überwiegend katholischen Augsburg einer Minderheit an. Er besuchte ab 1904 die Volksschule in Augsburg, ab 1908 das Augsburger Realgymnasium (heute Peutinger-Gymnasium) und brachte regelmäßig gute, wenn auch nicht sehr gute Zeugnisse nach Hause. Er erhielt Klavier-, Geigen- und Gitarrenunterricht, es schlug jedoch nur der letztere an. Etwa seit seinem 14. Lebensjahr litt er unter Herzbeschwerden, was einige Kuraufenthalte nach sich zog – etwa im Juli 1913 in Bad Steben, worüber er am 14. August schrieb „Herzbeschwerde jetzt fast verschwunden“. Ob es sich um organische oder neurotische Beschwerden handelte, ist unklar.

#### Erste Veröffentlichungen
Bereits als Fünfzehnjähriger gab Brecht gemeinsam mit seinem Freund Fritz Gehweyer eine Schülerzeitung heraus, Die Ernte, in der er den größten Teil der Beiträge selbst verfasste, teilweise unter fremden Namen, und zudem die Vervielfältigung übernahm. Er schrieb dafür Gedichte, Prosatexte und sogar ein einaktiges Drama, Die Bibel. In den folgenden Jahren produzierte Brecht unablässig weiter Gedichte und Dramenentwürfe. Nach dem Beginn des Ersten Weltkriegs 1914 gelang es ihm, eine Reihe von (meist patriotischen) Reportagen von der Heimatfront, Gedichten, Prosatexten und Rezensionen in lokalen und regionalen Medien unterzubringen: die von ihm so betitelten „Augsburger Kriegsbriefe“ in der München-Augsburger Abendzeitung, andere Texte in den Augsburger Neuesten Nachrichten und insbesondere deren literarischer Beilage, Der Erzähler. Sie waren meist mit Berthold Eugen gezeichnet, also einer Kombination seiner Vornamen.
Brecht ließ in seinen Texten bald von der patriotischen Verklärung des Krieges ab, die Produktion für die Lokalzeitungen ließ nach. Wegen eines von Brecht 1915 geschriebenen, nicht dem erwarteten Todes-Pathos entsprechenden, Aufsatzes über den Horaz-Vers Dulce et decorum est pro patria mori („Süß und ehrenvoll ist’s, fürs Vaterland zu sterben“) soll er beinahe des Gymnasiums verwiesen worden sein. Ab 1916 entstanden bereits Gedichte, die 1927 in die Sammlung Bertolt Brechts Hauspostille aufgenommen wurden, zu denen Brecht also auch später noch stand. Das erste von ihnen war das Lied von der Eisenbahntruppe von Fort Donald, zuerst erschienen im Juli 1916 im Erzähler und gezeichnet „Bert Brecht“. Hier nutzte Brecht zum ersten Mal die Namensform, unter der er bekannt wurde. Er äußerte bereits zu dieser Zeit die feste Ambition, Dichter zu werden.

#### Freund- und Liebschaften
In den Kriegsjahren sammelte er einen Kreis von Freunden um sich, die zusammen mit ihm Lieder schrieben und sangen und an Publikationen arbeiteten. Caspar Neher (Cas), den Brecht aus der Schule kannte, blieb bis zu Brechts Tod als Grafiker und vor allem Bühnenbildner ein enger Mitarbeiter; auch die Freundschaften zu Georg Pfanzelt (den Brecht in der Hauspostille als Orge verewigte) und Hanns Otto Münsterer erwiesen sich (mit Unterbrechungen) als dauerhaft. Gemeinsam mit seinen Freunden (vor allem Ludwig Prestel, Lud) entwarf Brecht nicht nur die Texte, sondern auch die Melodien für Lieder und Gedichte und trug sie dann zur Gitarre vor. In dieser Phase zeigten sich bereits zwei Charakteristika von Brechts Arbeitsweise: die kollektive Arbeit in einem Team, das jedoch eindeutig auf die Zentralfigur Brecht ausgerichtet ist, und die sehr enge Verbindung mit anderen Künsten mit Blick auf die Realisierung, insbesondere Grafik/Bühnenbild und Musik.
In dieser Zeit hatte der junge Brecht auch seine ersten Liebschaften. Er umwarb etwa die Schülerin Rosa Maria Amann (1901–1988), deren Name später in den Titel eines seiner bekanntesten Gedichte einging (Erinnerung an die Marie A.). Bald (1917) trat jedoch die Liebe zu Paula Banholzer in den Vordergrund, die er „Bi“ nannte (für Bittersweet oder „Bittersüß“, nach dem Vorbild des Dramas Der Tausch von Paul Claudel, das einen Partnertausch zum Vorwurf hat). Trotzdem bemühte er sich weiter um Amann und andere junge Frauen, auf die er ein Auge geworfen hatte – ein Zug, der sich durch sein ganzes Leben hindurch fortsetzte.
Im März 1917 meldete sich Brecht zum Kriegshilfsdienst und erlangte so die Genehmigung für ein vereinfachtes Notabitur, womit er als 18-Jähriger das Gymnasium erfolgreich abschloss. Seinen Dienst leistete er mit Schreibarbeiten sowie in einer Gärtnerei ab. Er wurde vom Kriegsdienst zurückgestellt. Im Sommer arbeitete er am Tegernsee als Hauslehrer bei einem Mitschüler aus reichem Elternhaus; dann begann er ein Medizinstudium in München.

### Auf dem Weg zum professionellen Schriftsteller und Theaterpraktiker

#### Studium und Militärdienst
Formal studierte Brecht Medizin und Philosophie. Er besuchte jedoch kaum medizinische Vorlesungen, sondern konzentrierte sich auf ein Seminar von Artur Kutscher zur Gegenwartsliteratur. Dort lernte er den von ihm bewunderten Lyriker und Dramatiker Frank Wedekind sowie Otto Zarek und Hanns Johst kennen und knüpfte eine lockere Beziehung zu der Medizinstudentin Hedda Kuhn an, die in seinen Psalmen als „He“ erscheint. Unter anderem wurde in dem Seminar der aktuelle Roman Ambros Maria Baal des Expressionisten Andreas Thom behandelt. Dieser Roman sowie Johsts Grabbe-Drama Der Einsame, das er im März 1918 sah, regten Brecht zu einem eigenen Dramenentwurf unter dem Titel Baal an, dessen erste Fassung im Juni fertig war. Brechts Vater ließ von den Firmensekretärinnen eine Reinschrift tippen, die Brecht zunächst erfolglos an Kutscher, Lion Feuchtwanger, Jacob Geis und Alfred Kerr verschickte. In dieser Zeit entstanden auch einige der bekanntesten Gedichte Brechts, vor allem die Legende vom toten Soldaten und Luzifers Abendlied, später umbenannt in Gegen Verführung.
In den ersten zwei Semestern war es Brecht mit Unterstützung seines Vaters gelungen, eine Zurückstellung vom Militärdienst zu erreichen; im Oktober 1918 wurde er aber als Militärkrankenwärter in ein Augsburger Reservelazarett einberufen. Er schrieb damals sein Lied an die Kavaliere der Station D – der Buchstabe steht für Dermatologie, es handelte sich um eine Station für Geschlechtskrankheiten – und produzierte mit seinem Freundeskreis ein Büchlein Lieder zur Klampfe von Bert Brecht und seinen Freunden. Nach der Novemberrevolution war Brecht Mitglied des Lazarettrats und damit des Augsburger Arbeiter- und Soldatenrats, tat sich aber in keiner Weise hervor. Am 9. Januar 1919 konnte er seinen Dienst schon wieder beenden.

#### Zielstrebige Vernetzung
Brecht hatte seine Liebesbeziehung zu Paula Banholzer während dieser Zeit aufrechterhalten, und im Januar 1919 stellte sich heraus, dass die 17-Jährige von ihm schwanger war. Banholzers Vater hielt nichts von einer Ehe mit dem bislang erfolglosen Dichter und schickte sie in das Allgäuer Dorf Kimratshofen, wo sie am 30. Juli 1919 den Sohn Frank zur Welt brachte. Brecht schrieb bereits seit Januar an einem neuen Drama, Spartakus (später in Trommeln in der Nacht umbenannt). Wohl im Februar suchte er Lion Feuchtwanger auf, um ihm eine erste Fassung des Stücks zu zeigen. Der einflussreiche Feuchtwanger äußerte sich sehr positiv und wurde zu einem der wichtigsten und dauerhaftesten Förderer des jungen Brecht.
Obwohl Brecht Feuchtwangers Unterstützung hatte, kam es zunächst weder zum Druck noch zur Aufführung eines seiner Stücke, die er ständig umarbeitete. 1919 schrieb er zudem eine Serie von Einaktern, unter anderem Die Hochzeit (später betitelt: Die Kleinbürgerhochzeit,) die ebenfalls unaufgeführt blieben. Seit dem 13. Oktober 1919 verfasste er immerhin die Theaterkritiken für die Augsburger USPD-Zeitung Der Volkswille, handelte sich beim Augsburger Theater dabei allerdings aufgrund seiner Polemik einige Probleme ein, die bis zu einem Beleidigungsprozess gingen. Bei einer ersten Berlinreise im Februar 1920 nutzte Brecht die Münchner Bekanntschaften mit Hedda Kuhn und dem Schriftsteller und Journalisten Frank Warschauer (in dessen Wohnung in der Eislebener Straße er sowohl jetzt wie bei seinem zweiten Aufenthalt 1921/1922 logierte) zielstrebig aus, um neue Kontakte zu knüpfen. Besonders wertvoll war die Empfehlung an Hermann Kasack, damals Lektor bei Kiepenheuer, mit dem er zunächst ergebnislos über den Baal verhandelte.
Nach dem Kapp-Putsch kehrte Brecht nach München zurück. Etwa im Dezember lernte er als Augsburger Volkswille-Theaterkritiker die Sängerin Marianne Zoff kennen und begann mit ihr eine intensive Liebesbeziehung, ohne das Verhältnis mit Paula Banholzer zu beenden. Er verwickelte sich dabei in heftige Auseinandersetzungen mit Zoffs anderem Liebhaber Oscar Recht. Sowohl Zoff als auch Banholzer wurden 1921 erneut von Brecht schwanger, doch Zoff hatte eine Fehlgeburt, Banholzer möglicherweise eine Abtreibung. Brecht arbeitete mittlerweile an einem weiteren Stück mit dem späteren Titel Im Dickicht der Städte und zusätzlich an einer Reihe von Filmprojekten, die jedoch durchweg nicht verkauft werden konnten. Immerhin gelang es ihm, im September 1921 die Seeräubererzählung Bargan läßt es sein in der überregional bekannten Zeitschrift Der Neue Merkur unterzubringen.
Vor allem bei einer zweiten Berlinreise zwischen November 1921 und April 1922 schloss Brecht zielstrebig Bekanntschaften mit einflussreichen Personen des Berliner Kulturlebens. Er führte parallele Verhandlungen mit dem Kiepenheuer-Verlag (über Hermann Kasack, mit dem Ergebnis eines Generalvertrags und einer vorläufigen monatlichen Rente), dem Verlag Erich Reiß (vermittelt durch Klabund) und dem Verlag Paul Cassirer, lernte Schauspieler wie Alexander Granach, Heinrich George, Eugen Klöpfer und Werner Krauß kennen und verband sich mit dem aufstrebenden Dramatiker Arnolt Bronnen zu gemeinsamen Unternehmungen auf dem Kulturmarkt. In dieser Zeit änderte er auch die Schreibung seines Vornamens in Bertolt, um ein Erkennungszeichen für die ‚Firma‘ Arnolt Bronnen/Bertolt Brecht zu schaffen. Ein besonders wichtiger Kontakt war der zu dem Theaterkritiker des Berliner Börsen-Couriers, Herbert Ihering, der seitdem immer wieder öffentlich für Brecht eintrat. Ein erster Regieversuch mit Bronnens Stück Vatermord musste aufgrund heftiger Streitereien Brechts mit den Schauspielern abgebrochen werden. Auf Trude Hesterbergs Wilder Bühne trat er als Sänger zur Gitarre mit seiner Legende vom toten Soldaten auf und löste damit einen Skandal aus; ähnliche Auftritte als ‚Liedermacher‘ absolvierte er insbesondere bei halböffentlichen Treffen der Kulturszene sehr häufig. Ende 1922 musste Brecht, der sich überfordert hatte, mit einer Nierenentzündung für drei Wochen in die Charité.

#### Erste Erfolge
Mittlerweile war es in München tatsächlich gelungen, die erste Uraufführung eines Brecht-Stücks zu arrangieren: Trommeln in der Nacht bei Otto Falckenberg an den Münchener Kammerspielen. Brecht überarbeitete den Text im Sommer noch einmal, die Proben begannen am 29. August 1922, die Uraufführung fand am 29. September 1922 statt und wurde von Ihering enthusiastisch rezensiert. Am Folgetag zeigten die Kammerspiele in ihrer Mitternachtsvorstellung die Revue Die rote Zibebe von Brecht und Valentin, unter anderem mit Brecht selbst als „Klampfenbenke“, Klabund, Joachim Ringelnatz (mit Kuttel Daddeldu), Valeska Gert, Karl Valentin und Liesl Karlstadt. Feuchtwanger veröffentlichte einen Artikel über Brecht in Das Tage-Buch, der Baal erschien im Druck bei Kiepenheuer, das Deutsche Theater in Berlin vereinbarte die Aufführung aller Brecht-Dramen, Ihering verlieh ihm den mit 10.000 Reichsmark dotierten Kleist-Preis. Eine wahre „Brechthausse“ war ausgebrochen.
Schon während der Proben der Trommeln hatte sich herausgestellt, dass Marianne Zoff erneut schwanger war. Brecht, der ab Mitte Oktober 1922 eine Stelle als Dramaturg und Regisseur an den Münchner Kammerspielen innehatte, und Marianne Zoff heirateten am 3. November 1922 in München. Mitte November reiste er aber bereits wieder nach Berlin, um dort an den Proben zur Berliner Erstaufführung von Trommeln in der Nacht teilzunehmen, die am 20. Dezember stattfand. Noch vor der Jahreswende erschien auch der Erstdruck des Stücks beim Drei Masken Verlag, mit der Legende vom toten Soldaten im Anhang. Zudem stellte Brecht im März 1923 gemeinsam mit Erich Engel und Karl Valentin den grotesken Film Mysterien eines Frisiersalons fertig. Am 12. März 1923 kam in München die Tochter Hanne zur Welt.
Im Dickicht der Städte kam in einer von Brecht kurzfristig überarbeiteten Fassung unter dem Titel Im Dickicht am 9. Mai 1923 zur Premiere am Münchner Residenztheater. Für das Bühnenbild zeichnete erstmals Caspar Neher verantwortlich. Während Ihering erneut Lobeshymnen verfasste, störten Nazis bereits die zweite Vorstellung des Stücks mit Stinkbomben. Das Stück wurde nach sechs Vorstellungen „wegen des Widerstands im Publikum“ abgesetzt.

#### Regisseur Brecht
In den folgenden Monaten unternahm Brecht in Berlin erneut, wiederum gemeinsam mit Bronnen, einen Versuch als Regisseur, nämlich für den umtriebigen Theatermacher Jo Lherman. Er kürzte das Mysterienspiel Pastor Ephraim Magnus des Kleist-Preisträgers Hans Henny Jahnn unter chaotischen Umständen und ständigem Streit mit den Schauspielern radikal von sieben auf zwei Stunden, die Premiere am 23. August 1923 war aber kein Erfolg, zumal Lhermans Schecks sich als ungedeckt erwiesen. In dieser Zeit lernte Brecht die Schauspielerin Helene Weigel kennen und fing mit ihr ein Verhältnis an.
Ab Ende 1923 konzentrierte sich Brecht auf seine Regiearbeit für die Münchner Kammerspiele. Gemeinsam mit Lion Feuchtwanger sowie Bernhard Reich und Asja Lācis bearbeitete er ein elisabethanisches Stück von Christopher Marlowe, Edward II, unter dem Titel Leben Eduards des Zweiten von England. Es war die erste Regiearbeit, die Brecht erfolgreich fertigstellen konnte; nach John Fuegi hat er hier erstmals seinen persönlichen Regiestil ausgeformt, zumal er mit Neher als Bühnenbildner zusammenarbeiten konnte. Nach zahlreichen Verzögerungen fand die Premiere des bearbeiteten Stücks am 19. März 1924 statt; im Juni erschien der Erstdruck der Bearbeitung mit Radierungen Nehers bei Kiepenheuer, unter Brechts Namen, aber mit dem Vermerk auf Seite 2: „Dieses Stück schrieb ich mit Lion Feuchtwanger.“ Bereits am 8. Dezember 1923 war Baal in Leipzig uraufgeführt worden. Brecht hatte an den Proben teilgenommen und sich dabei wenig Freunde gemacht. Das Stück wurde auf Betreiben der Leipziger Stadtverordnetenversammlung umgehend wieder abgesetzt.
Im Frühling 1924 war Helene Weigel von Brecht schwanger. Ohne seiner Frau Marianne etwas davon oder überhaupt von dieser Affäre zu sagen, fuhr Brecht mit Marianne und Hanne im April nach Capri in Urlaub. Er nutzte die Gelegenheit auch zu Treffen mit Neher, Reich und Lacis – und zu einer Stippvisite in Florenz, wo er sich mit Helene Weigel traf. Im Juni kehrte Brecht zunächst nach Berlin zurück, um seine Geschäfte mit dem Kiepenheuer Verlag voranzubringen. Die Gedichtsammlung Hauspostille, die er Kiepenheuer seit bereits fast zwei Jahren schuldete, redigierte er gemeinsam mit Hermann Kasack, schickte danach aber wiederum keinen fertigen Text, sondern hielt den Verlag weiter hin. Zwar war zu dieser Zeit noch die Rede davon, dass Marianne Brecht nach Berlin übersiedeln sollte (Kiepenheuer hatte schon begonnen, eine Wohnung für sie zu suchen) – Brecht hatte aber bereits mit Helene Weigel ein Abkommen getroffen, dass er ihre Mansardenwohnung in Berlin übernehmen könne. Im September 1924 zog er endgültig nach Berlin um. Am 3. November 1924 gebar Helene Weigel in Berlin ihren und Brechts Sohn Stefan.

### Schaffenszeit vor dem Exil

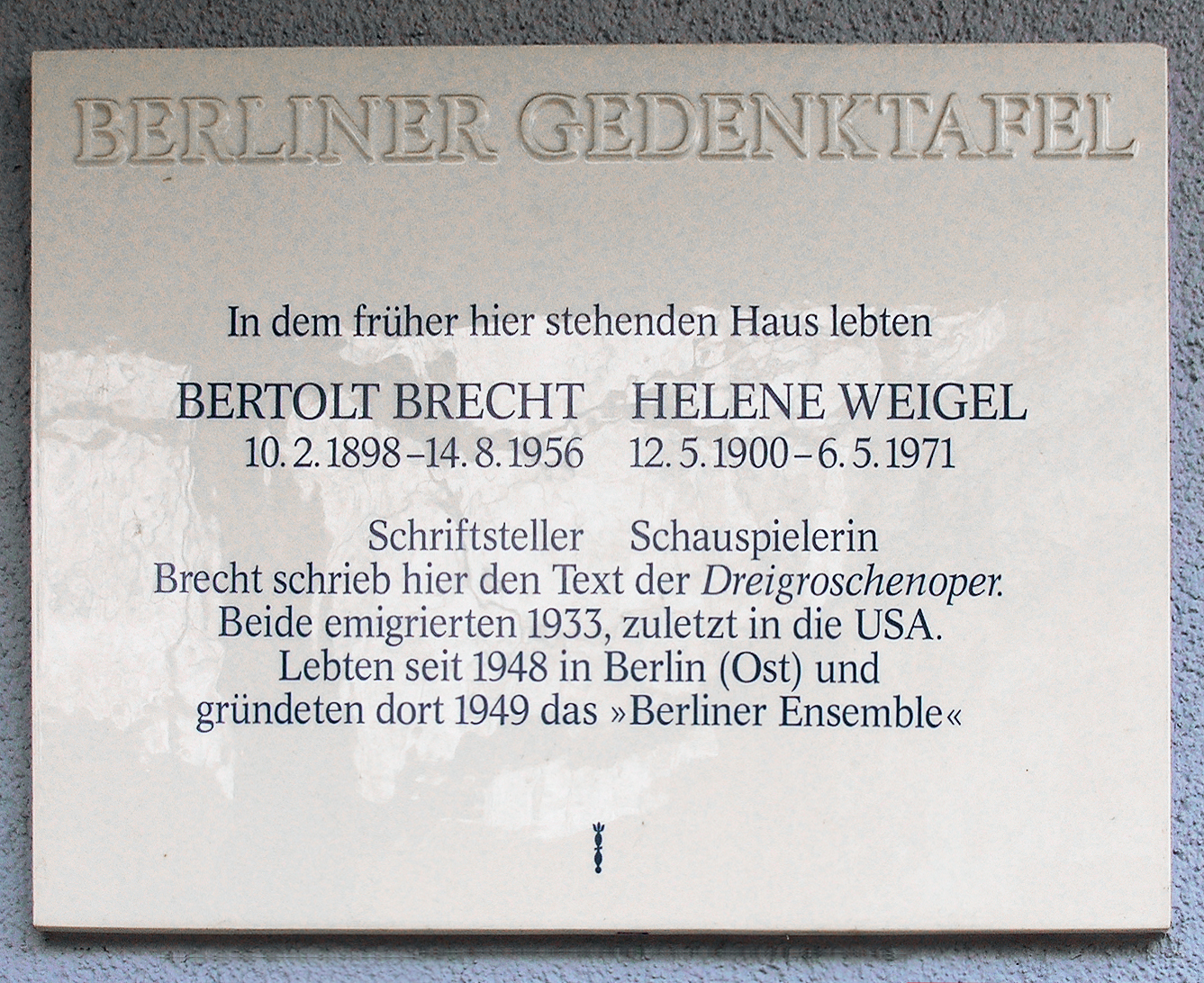
Berliner Gedenktafel am Haus Spichernstraße 16 in Berlin-Wilmersdorf

Erst drei Jahre später ließ Brecht sich von Marianne scheiden und heiratete am 10. April 1929 Helene Weigel, die das zweite gemeinsame Kind Barbara am 28. Oktober 1930 zur Welt brachte. Ab dieser Zeit hatte Brecht bis zu seinem Exil eine Arbeitswohnung in der Hardenbergstraße 1A, am heutigen Ernst-Reuter-Platz in Berlin.
Brecht entwickelte sich in der zweiten Hälfte der 1920er Jahre zum überzeugten Kommunisten und verfolgte fortan mit seinen Werken wie dem Stück Mann ist Mann (Uraufführung 1926) politische Ziele. Er trat aber nie in die KPD ein. Brechts Marxismus-Rezeption wurde sowohl von undogmatischen und parteilosen Marxisten wie Karl Korsch, Fritz Sternberg und Ernst Bloch als auch von der offiziellen KPD-Linie beeinflusst. Parallel zur Entwicklung seines politischen Denkens verlief ab 1926 die Bildung seines epischen Theaters. Durch zahlreiche Theaterkritiken, die er in den letzten Jahren schrieb, begann seine Kritik am bürgerlichen deutschen Theater und der Schauspielkunst. Ein wichtiger theatertheoretischer Aufsatz sind die Anmerkungen zur Oper Aufstieg und Fall der Stadt Mahagonny, die Brecht 1930 gemeinsam mit Peter Suhrkamp verfasste. Die Zusammenarbeit mit Kurt Weill in mehreren musikdramatischen Werken war zudem für die Entstehung des epischen Theaters wesentlich.
Brecht war nicht nur im Theater aktiv, sondern auch in anderen Sparten, gattungs- und genreübergreifend. Er verfasste Gedichte, Lieder, Kurzgeschichten, Romane, Erzählungen sowie Hörspiele für den Rundfunk. Mit seinen Werken wollte Brecht gesellschaftliche Strukturen durchschaubar machen, vor allem in Hinblick auf ihre Veränderbarkeit. Literarische Texte mussten für ihn einen „Gebrauchswert“ haben. Dies beschrieb er 1927 detailliert in seinem Kurzen Bericht über 400 (vierhundert) junge Lyriker.
In Zusammenarbeit mit Kurt Weill entstanden eine Reihe von sogenannten Lehrstücken mit avantgardistischer Musik, zum Beispiel das Stück Lindberghflug 1929, die Schuloper Der Jasager (1930), die er nach Diskussionen mit Schülern der Karl-Marx-Schule (Berlin-Neukölln) überarbeitete und um die Alternative Der Neinsager ergänzte, sowie Die Maßnahme (ebenfalls 1930). Die 1927 veröffentlichte Gedichtsammlung Bertolt Brechts Hauspostille bestand aus weitgehend früher verfassten Texten. 1928 feierte Brecht mit seiner von Kurt Weill vertonten Dreigroschenoper, die am 31. August uraufgeführt wurde, einen der größten Theatererfolge der Weimarer Republik. Im selben Jahr lernte Brecht Hanns Eisler kennen, der nun zum wichtigsten Komponisten seiner Stücke und Lieder wurde. Aus der Bekanntschaft erwuchsen eine enge Freundschaft und eine der wichtigsten Dichter-Musiker-Partnerschaften des 20. Jahrhunderts.

### Leben im Exil
Ab 1930 begannen die Nationalsozialisten Brechts Aufführungen vehement zu stören. Zu Beginn des Jahres 1933 wurde eine Aufführung von Die Maßnahme durch die Polizei unterbrochen. Die Veranstalter wurden wegen Hochverrats angeklagt. Am 28. Februar – einen Tag nach dem Reichstagsbrand – verließ Brecht mit seiner Familie und Freunden Berlin und flüchtete ins Ausland. Seine ersten Exilstationen waren Prag, Wien, Zürich, im Frühsommer 1933 Carona bei Kurt Kläber und Lisa Tetzner und Paris. Auf Einladung der Schriftstellerin Karin Michaëlis reiste Helene Weigel mit den Kindern und Brechts Mitarbeiterin und Geliebter Margarete Steffin voraus nach Dänemark auf die kleine Insel Thurø bei Svendborg. Brecht stand im April 1933 auf der von Wolfgang Herrmann verfassten „Schwarzen Liste“; deshalb wurden seine Bücher am 10. Mai 1933 von den Nationalsozialisten verbrannt und am Tag darauf seine gesamten Werke verboten. Brecht wurde 1935 die deutsche Staatsbürgerschaft aberkannt.

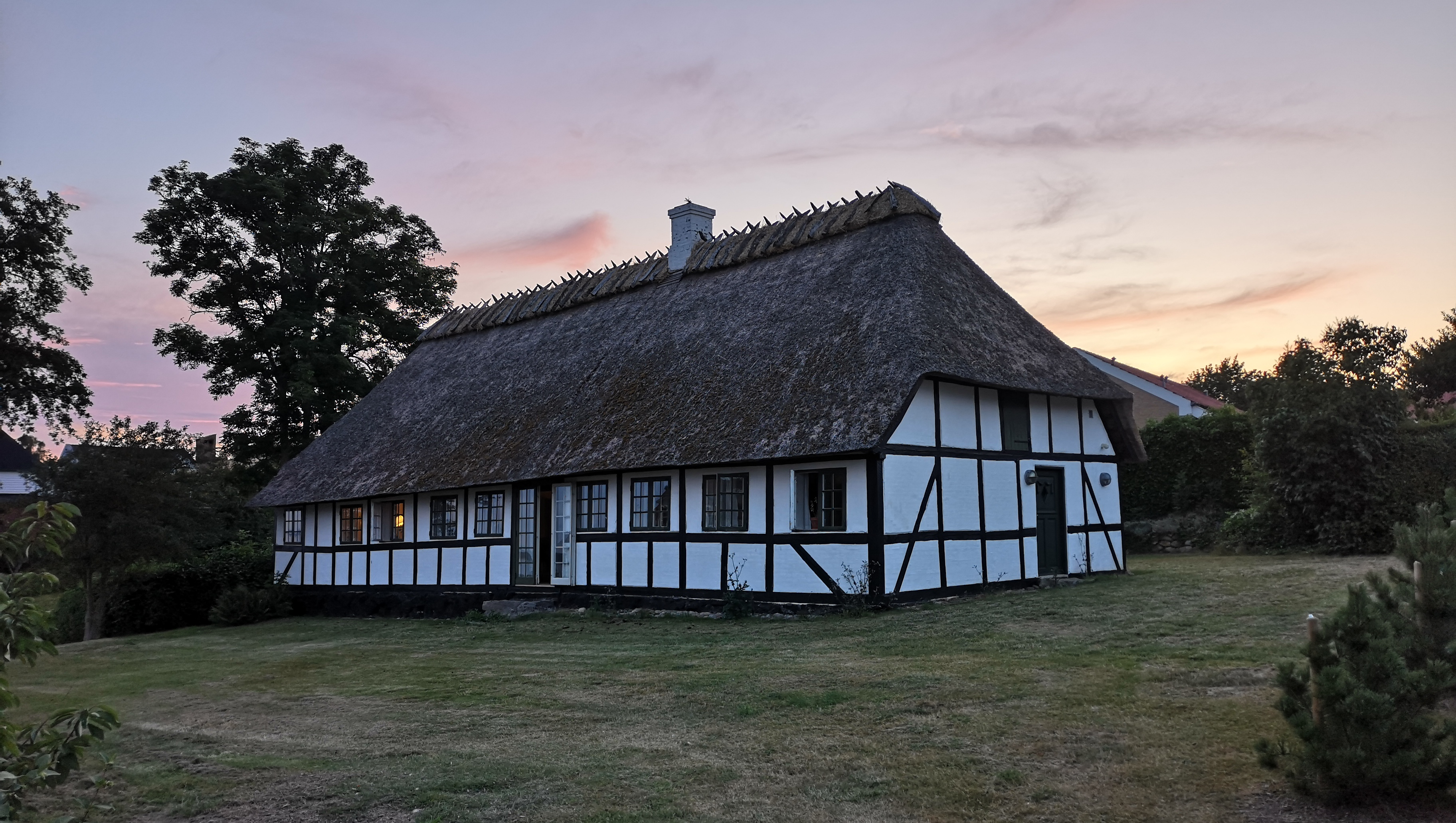
Brechts Haus in Svendborg (2019)

In Paris richtete Brecht 1933 die Agentur DAD ein, den „Deutschen Autorendienst“. Dieser sollte emigrierten Schriftstellern, insbesondere seiner Co-Autorin Margarete Steffin, Publikationsmöglichkeiten vermitteln. Zusammen mit Kurt Weill erarbeitete Brecht sein erstes Exilstück, das Ballett Die sieben Todsünden, das im Juli 1933 im Théâtre des Champs-Elysées uraufgeführt wurde. Kurz darauf erwarb Brecht ein Haus in Svendborg (Dänemark) und verbrachte dort mit seiner Familie die nächsten fünf Jahre. 1938 entstand das Leben des Galilei. Außer Dramen schrieb Brecht auch Beiträge für mehrere Emigrantenzeitschriften in Prag, Paris und Amsterdam. Im Jahre 1939 verließ er Dänemark, lebte ein Jahr in einem Bauernhaus in Lidingö bei Stockholm und im April 1940 in Helsinki. Im schwedischen Exil verfasste Brecht 1938 bis 39 das Drama Mutter Courage und ihre Kinder. Es wurde am 19. April 1941 im Schauspielhaus Zürich unter der Regie von Leopold Lindtberg mit Therese Giehse in der Hauptrolle uraufgeführt.
Während des Sommeraufenthalts 1940 in Marlebäck, wohin die Familie von der finnischen Schriftstellerin Hella Wuolijoki eingeladen worden war, schrieb Brecht nach einem Text Wuolijokis das Stück Herr Puntila und sein Knecht Matti, das erst am 5. Juni 1948 in Zürich uraufgeführt wurde. Im Sommer 1940 begann er auch gemeinsam mit Wuolijoki die Bearbeitung des unvollendet gebliebenen Stückes Die Judith von Shimoda nach einer Vorlage von Yamamoto Yūzō.

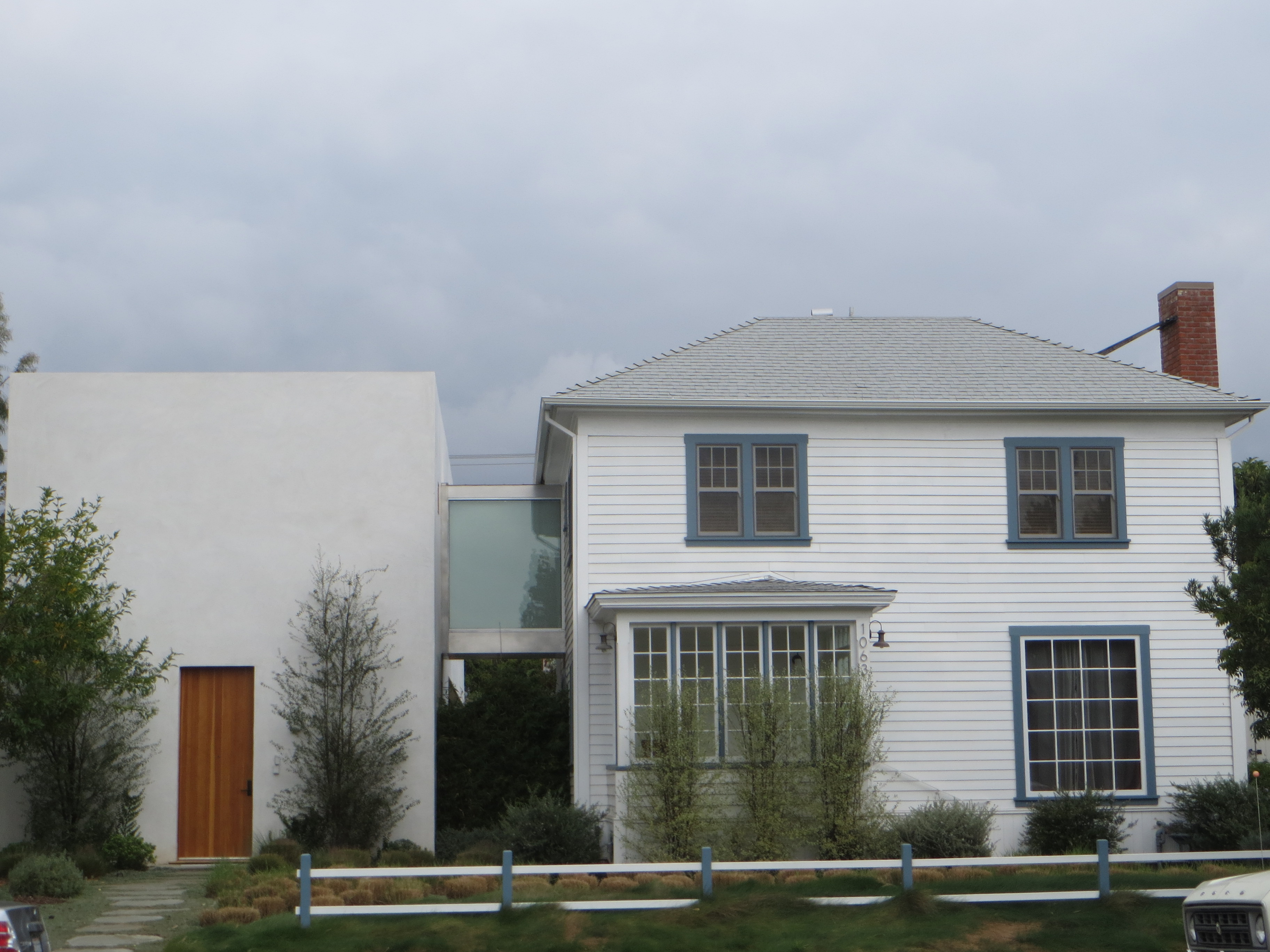
Brechts Haus in Santa Monica, 1063 26th Street (2014)

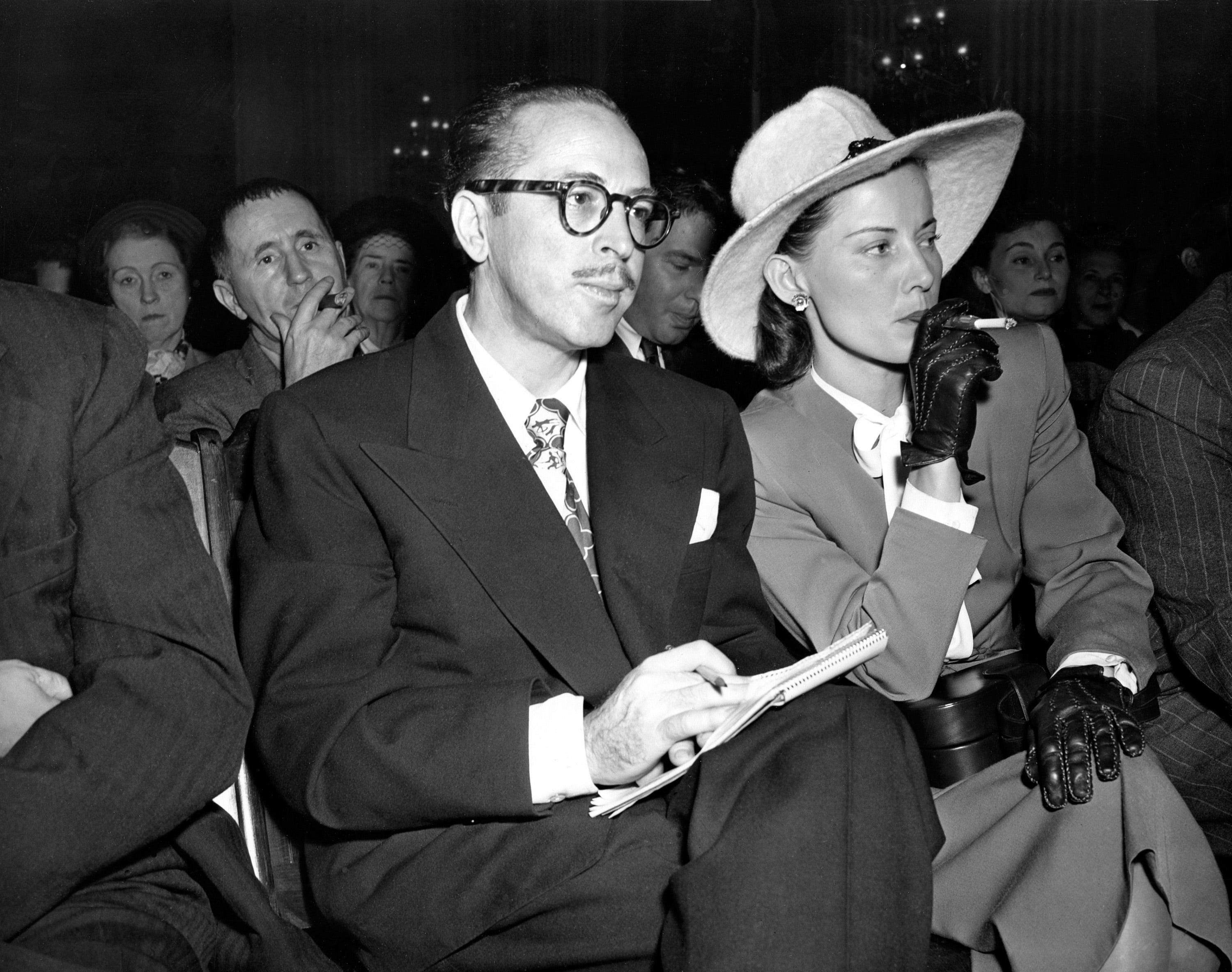
Brecht sitzt hinter Dalton Trumbo vor dem Ausschuss für unamerikanische Umtriebe

Erst im Mai 1941 erhielt Brecht sein Einreisevisum in die USA und konnte mit seiner Familie via Moskau und Wladiwostok mit dem Schiff nach Santa Monica in Kalifornien reisen, wo er am 21. Juli 1941 eintraf. Am 12. August 1942 mietete er dort für monatlich 60 US-Dollar das Haus 1063 26th Street, in dem er bis 1947 wohnte, in unmittelbarer Nähe von Hollywood. Er stellte sich vor, im Filmgeschäft als erfolgreicher Drehbuchautor arbeiten zu können; doch dazu kam es zunächst aufgrund seiner Abneigung gegenüber den USA und seiner Abkapselung nicht. Er hatte kaum Möglichkeiten zur literarischen oder politischen Arbeit und bezeichnete sich selbst angesichts des Desinteresses der US-Amerikaner als „Lehrer ohne Schüler“. Mit Charles Laughton, der später in Brechts einziger Theaterarbeit im amerikanischen Exil die Hauptrolle spielte, übersetzte er sein Stück Leben des Galilei, das im Juli 1947 am Coronet Theatre in Beverly Hills Premiere feierte. Die ursprüngliche Fassung war am 9. September 1943 im Schauspielhaus Zürich uraufgeführt worden.
Nach dem Kriegseintritt der USA musste sich Brecht 1942 als „Enemy Alien“, als feindlicher Ausländer, registrieren lassen und wurde vom FBI überwacht. Unter dem Verdacht, Mitglied einer kommunistischen Partei zu sein, wurde er am 30. Oktober 1947 vom Ausschuss für unamerikanische Umtriebe befragt. Die Frage, ob er jemals Mitglied der Kommunistischen Partei gewesen sei oder noch gegenwärtig sei, beantwortete Brecht mit „nein“ und ergänzte, er sei auch nicht Mitglied einer kommunistischen Partei in Deutschland. Einen Tag später reiste er nach Paris und kurz darauf am 5. November nach Zürich. Dort hielt er sich ein Jahr auf, da die Schweiz das einzige Land war, für das er eine Aufenthaltserlaubnis erhielt; die Einreise nach Westdeutschland – in die amerikanische Besatzungszone – wurde ihm untersagt. Im Februar 1948 wurde Brechts Fassung der Antigone des Sophokles im Stadttheater Chur uraufgeführt.

### Rückkehr nach Berlin

#### Sondierung der Lage

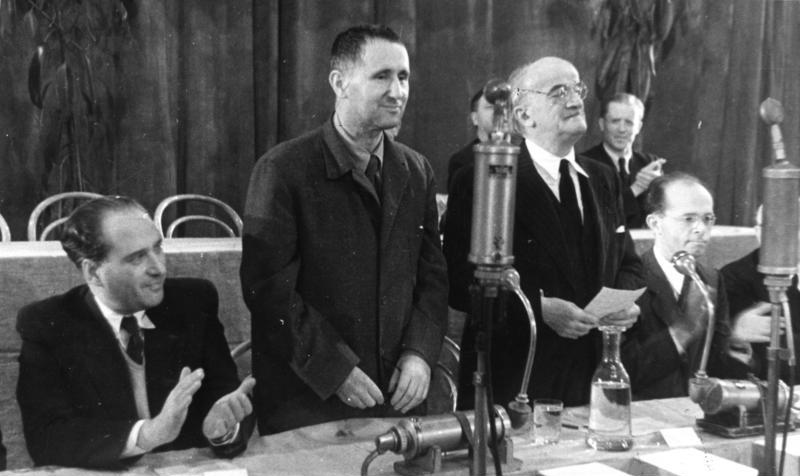
Bertolt Brecht (zweiter von links) auf der Friedenskundgebung des Kulturbundes 1948

Bereits kurz nach dem Krieg wurde Brecht von Freunden gedrängt, nach Deutschland zurückzukommen und seine Stücke selbst zu inszenieren. Er wartete jedoch in Zürich noch ab und sondierte die Lage. Als 1948 in der sowjetischen Besatzungszone mehrere Theater wiedereröffnet wurden und auch das „Deutsche Theater“ und die Volksbühne die Arbeit wieder aufnahmen, reiste er im Oktober 1948 auf Einladung des Kulturbundes zur demokratischen Erneuerung Deutschlands von Zürich über Prag nach Berlin. Die Einreise in die westlichen Besatzungsgebiete Deutschlands blieb ihm nach wie vor untersagt. In Ost-Berlin angekommen, fand er schnell Kontakt zu maßgeblichen Künstlern und Funktionären. Auch dass mit Alexander Dymschitz ein Verehrer seiner Werke in der Sowjetischen Militäradministration saß, sollte sich als günstig erweisen. Das Wiedersehen mit Jacob Walcher, dessen politischer Urteilsfähigkeit Brecht immer in besonderem Maße vertraute, war für Brecht eine große Freude, hatte er doch nun den Experten gefunden, mit dem er die politischen Konstellationen diskutieren konnte. Brecht enthielt sich zunächst politischer Äußerungen in der Öffentlichkeit. Schon im Januar hatte Brecht sich in der Schweiz skeptisch zur Entwicklung in Deutschland geäußert.

„Es ist klar aus allem, daß Deutschland seine Krise noch gar nicht erfaßt hat. Der tägliche Jammer, der Mangel an allem, die kreisförmige Bewegung aller Prozesse, halten die Kritik beim Symptomatischen. Weitermachen ist die Parole. Es wird verschoben und es wird verdrängt. Alles fürchtet das Einreißen, ohne das das Aufbauen unmöglich ist.“

Obwohl Brecht bei seinem Berlinaufenthalt durchaus keine weitreichenden Privilegien eingeräumt wurden, kam es doch zu Verhandlungen mit Verlegern. Nach einigem Zögern ordnete er seine Verlagsangelegenheiten: Bei Peter Suhrkamp sollten die Versuche und die Gesammelten Werke erscheinen, der Aufbau-Verlag sollte ebenfalls dafür eine Lizenz erhalten, und die Rechte für die Bühnenwerke blieben beim Reiss-Verlag in Basel. Auch für Brechts Lyrik interessierte sich der Aufbau-Verlag frühzeitig.
Als wichtige Aufgabe empfand es Brecht, wieder im Theaterbetrieb Fuß zu fassen. Ein Angebot Wolfgang Langhoffs, am Deutschen Theater eigene Stücke zu inszenieren, nahm er sofort an. Damit war zugleich ein wichtiges Ziel seiner Berliner Freunde, den Künstler an ein Berliner Theater zu binden, erreicht. Zusammen mit Erich Engel inszenierte Brecht das Stück Mutter Courage und ihre Kinder. Die Premiere am 11. Januar 1949 war ein außerordentlicher Erfolg für Brecht, Engel und die Hauptdarstellerin Weigel, insbesondere aufgrund Brechts Theorie des epischen Theaters. In der Presse wurde die Inszenierung einerseits gelobt, andererseits zeichneten sich bereits spätere Konflikte mit den Kulturfunktionären ab. Begriffe wie „volksfremde Dekadenz“, noch mit Fragezeichen versehen, tauchten in der Öffentlichkeit auf, offenbar in der Erwartung, dass die Formalismusdebatte Schdanows von 1948 in der UdSSR unweigerlich auch den Kunst- und Kulturbetrieb der DDR erreichen würde.
Im Februar 1949 kehrte Brecht kurzzeitig nach Zürich zurück, um eine unbefristete Aufenthaltsgenehmigung zu beantragen, da Berlin nicht unmittelbar seine erste Wahl war. Die Genehmigung wurde jedoch abgelehnt. Auch war Brecht im Weiteren bemüht, für seine bevorstehende Arbeit in Berlin Schauspieler und Regisseure zu gewinnen. Gleichzeitig betrieb er umfangreiche Studien zur Geschichte der Pariser Kommune. Der Text des Stückes Die Tage der Commune (eine Neubearbeitung von Nordahl Griegs Die Niederlage) lag im April 1949 fertig vor, allerdings war Brecht mit dem Erreichten unzufrieden und verschob die Inszenierung zunächst. Als er Zürich am 4. Mai 1949 endgültig verließ, hatte er Verträge unter anderen mit Therese Giehse, Benno Besson und Teo Otto abgeschlossen. Zuvor hatte sich Brecht, der 1935 durch Ausbürgerung ein Staatenloser geworden war, im April 1949 an Gottfried von Einem in seiner Funktion als Direktoriumsmitglied der Salzburger Festspiele gewandt und zugleich unter Hinweis auf die ursprüngliche Staatsangehörigkeit seiner Ehefrau Helene Weigel die österreichische Staatsbürgerschaft beantragt. Im August 1949 zog er zu Einem nach Salzburg und begann mit der Arbeit am Salzburger Totentanz als Alternativfassung für den Jedermann. Auf Fürsprache Einems und zahlreicher österreichischer Kulturschaffender, die eine Bereicherung des heimischen Kulturlebens erwarteten, verlieh die Salzburger Landesregierung am 12. April 1950 Brecht und Weigel die gewünschte Staatsbürgerschaft. In der DDR führten die Behörden Brecht und Weigel fortan als deutsche und österreichische Staatsangehörige. In Österreich stieß Brecht im Folgejahr auf Kritik. Er hatte das Land 1950 verlassen, ohne den Salzburger Totentanz zu beenden. Einem verlor als Urheber der Einbürgerung seinen Posten bei den Salzburger Festspielen.

#### Ein eigenes Ensemble

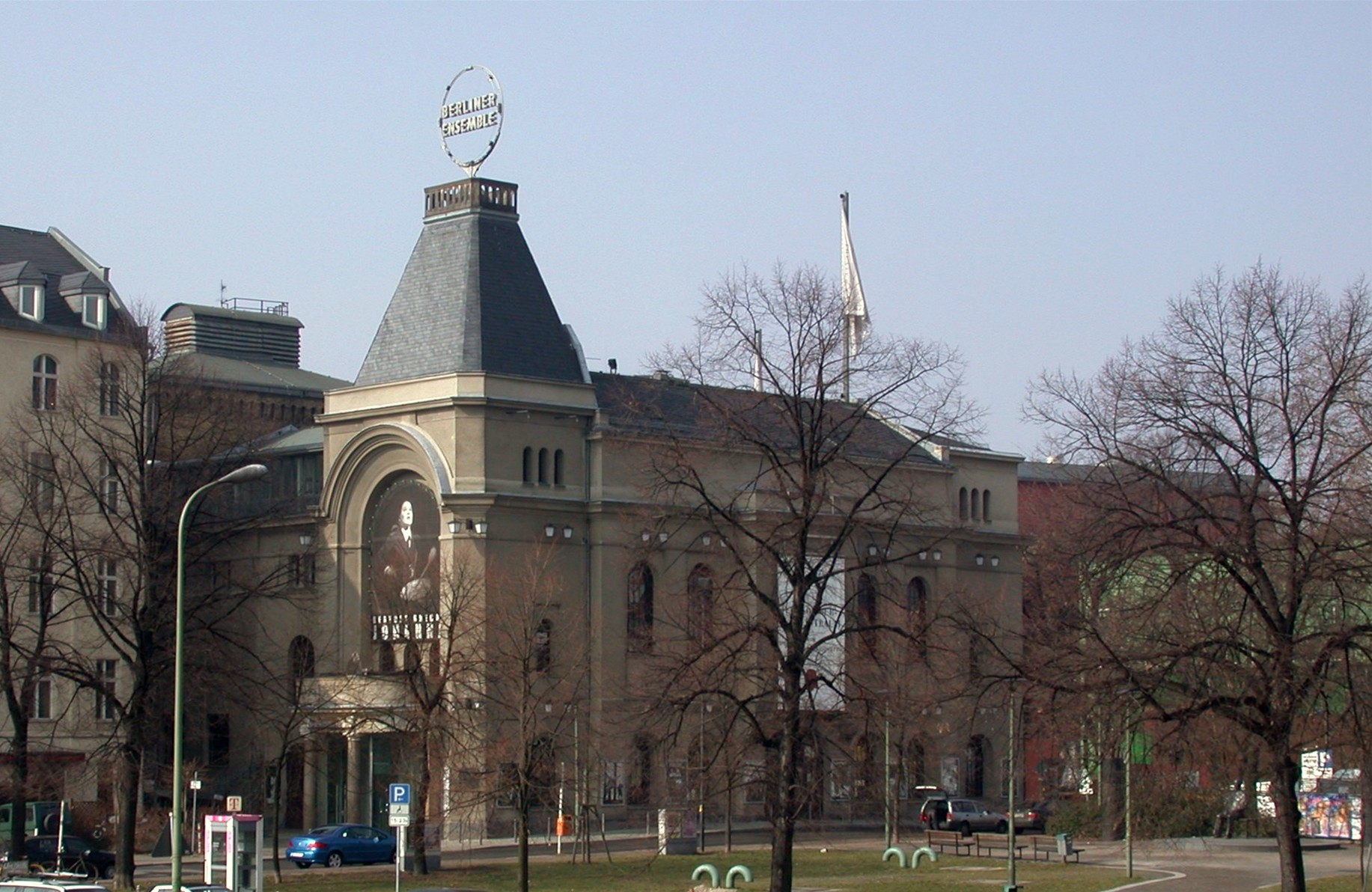
Theater Berliner Ensemble am Schiffbauerdamm

Während Brecht sich in der Schweiz aufhielt, hatte Helene Weigel alles Notwendige in die Wege geleitet, um für Brecht ein eigenes Ensemble gründen zu können. Wilhelm Pieck, Otto Grotewohl und auf Seiten der Sowjetischen Militäradministration in Deutschland (SMAD) Alexander Dymschitz hatten das Vorhaben nach Kräften unterstützt. Vom Beschluss des Politbüros der SED, ein „Helene-Weigel-Ensemble“ zu gründen, mit der Maßgabe, am 1. September 1949 den Spielbetrieb aufzunehmen, wurde am 29. April 1949 die zuständige staatliche Stelle informiert. Die Einsetzung Helene Weigels als Ensembleleiterin hatte für Brecht nur Vorteile. Er musste sich einerseits nicht mit der Bürokratie des Theaterbetriebes abgeben, konnte andererseits aber auch sicher sein, dass Weigel ihn nicht durch eigenen Ehrgeiz zu Kompromissen zwingen würde. In den ersten Jahren schien das Konzept der gemeinsamen Arbeit begabter Schauspieler und Regisseure aus der Exilszene und junger Talente aus dem Inland aufzugehen, doch zeigten der Kalte Krieg und die Debatte um Brechts episches Theater auch in diesem Bereich bald Wirkung. Absprachen konnten nicht eingehalten werden, von Brecht erwartete Künstler wie Peter Lorre kamen nicht nach Berlin. Andere, mit Formalismusvorwürfen konfrontierte Künstler wie Teo Otto, beendeten die Zusammenarbeit.

#### Theaterarbeit in der DDR

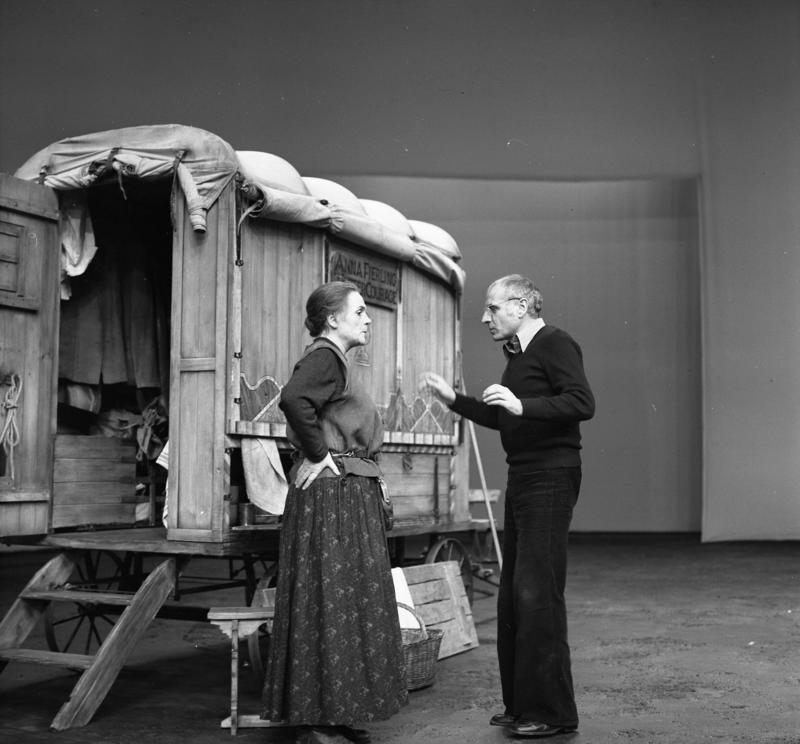
Berliner Ensemble, Probe Mutter Courage mit Gisela May unter der Intendanz Manfred Wekwerths, 1978

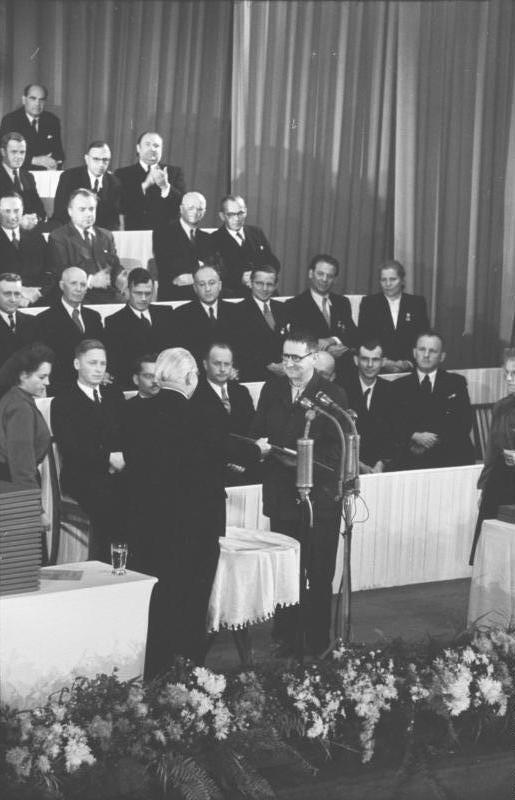
Brecht erhält 1951 die Urkunde zum Nationalpreis I. Klasse von Wilhelm Pieck

Als mit der Gründung der DDR 1949 auch eine neue Akademie der Künste ins Leben gerufen werden sollte, versuchte Brecht, hier seine Vorstellungen einzubringen: „Auf jeden Fall aber sollte unsere Akademie produktiv und nicht nur repräsentativ sein.“ Er brachte auch das Thema „Meisterschüler“ ins Gespräch. Im inzwischen umbenannten Berliner Ensemble umgab sich Brecht oft und gern mit Schülern wie Benno Besson, Peter Palitzsch, Carl Weber und Egon Monk. Anfang 1950 wandte sich Brecht dem Stück Der Hofmeister des „Sturm und Drang“-Dichters Jakob Michael Reinhold Lenz zu, für den er zeit seines Lebens eine große Sympathie empfand. Die Premiere seiner Bearbeitung fand am 15. April 1950 statt, es war der größte Erfolg des Ensembles zu Lebzeiten Brechts, auch wurde er hier zum ersten Mal von der Öffentlichkeit als Regisseur wahrgenommen.
Anfang der 1950er Jahre wurden von der SED wichtige Grundsatzentscheidungen getroffen, so sei der Aufbau des Sozialismus zur grundlegenden Aufgabe […] geworden. Gleichzeitig gewann die Debatte um Formalismus in der Kunst an Schärfe. Brecht agierte hier vorsichtig und ließ sich nicht auf eine theoretische Auseinandersetzung ein. Er ging eher den Weg kleiner Schritte und bereitete mit der Neuinszenierung von Die Mutter 1950/1951 sein Publikum auf das von ihm gewollte „didaktische Theater“ vor. In der zu dieser Inszenierung einsetzenden eher mahnend-wohlwollenden Kritik wurde wieder einmal die Sonderrolle Brechts deutlich, die er im DDR-Kunstbetrieb genoss. Andere Künstler wie Paul Dessau bekamen die Formalismusvorwürfe der Funktionäre weitaus deutlicher zu spüren. Jedoch geriet auch Brechts Libretto der Oper Die Verurteilung des Lukullus, deren „Probeaufführung“ am 17. März 1951 noch unter dem Titel Das Verhör des Lukullus stattfand, in die Auseinandersetzung. Durch gezielte Kartenvergabe seitens des Ministeriums für Volksbildung sollte offenbar ein Misserfolg organisiert werden. Der Plan schlug gründlich fehl. Auch in den folgenden Diskussionen zum Stück, an denen sich höchste Staatsfunktionäre beteiligten, agierte Brecht geschickt, immer den Kompromiss suchend. Am 7. Oktober 1951 erhielt Brecht den Nationalpreis der DDR I. Klasse. Brecht habe mit seinen Werken geholfen, „den Kampf für Frieden und Fortschritt und für eine glückliche Zukunft der Menschheit zu führen“. 1952 ließ er zunächst eine Inszenierung des Urfaust mit jungen Schauspielern in Potsdam – außerhalb Berlins – aufführen, eine Praxis, die er noch öfter wiederholte. Am 2. Juli 1952 bezog Brecht gemeinsam mit Helene Weigel ein Haus in Buckow. Nicht ohne Stolz erklärte er: „Ich gehöre jetzt zu einer neuen Klasse – den Pächtern.“ ()

#### Brechts Reaktionen auf den 17. Juni 1953

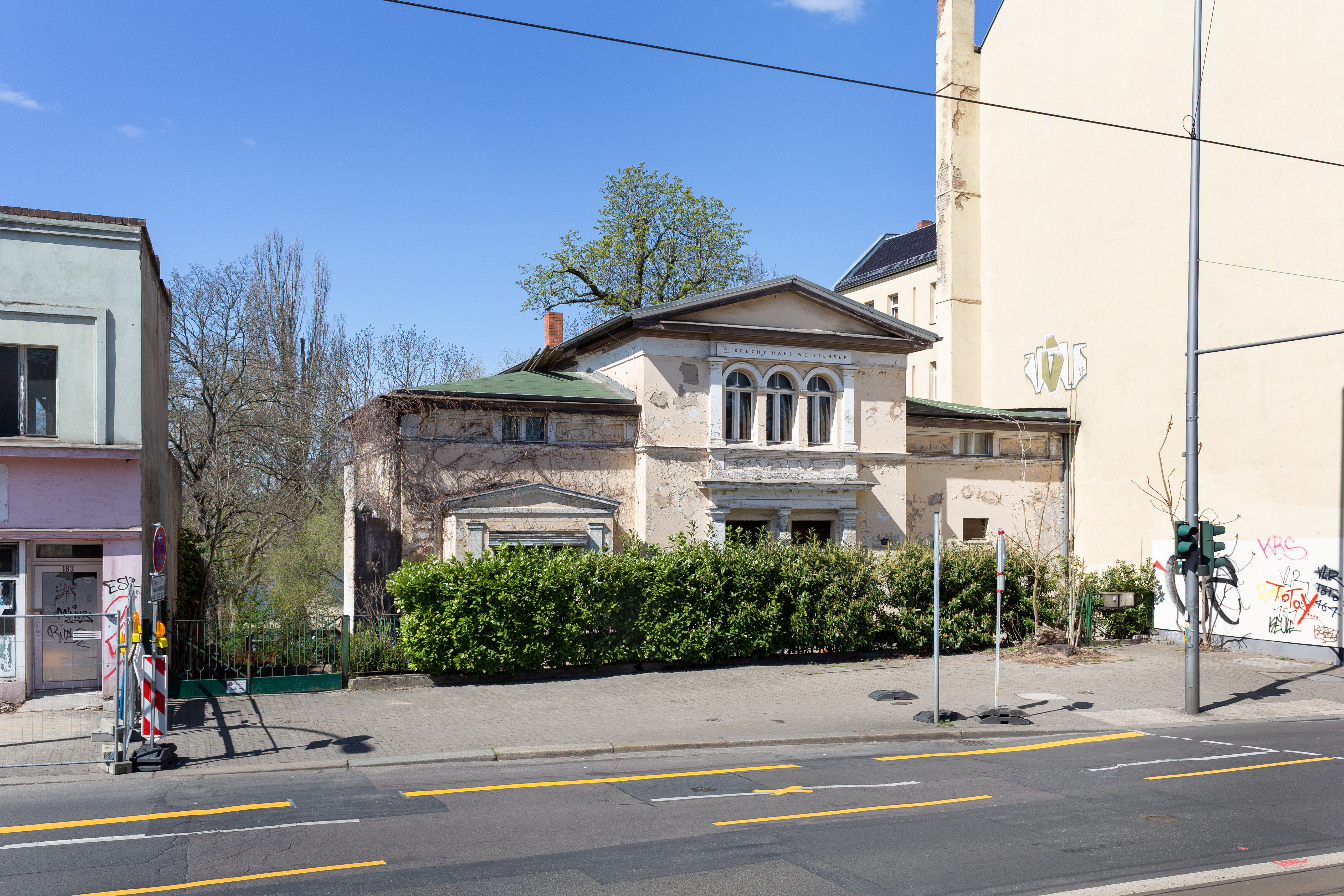
Ehemaliges Wohnhaus Brechts und Weigels (1949–1953) in Berlin-Weißensee (2022)

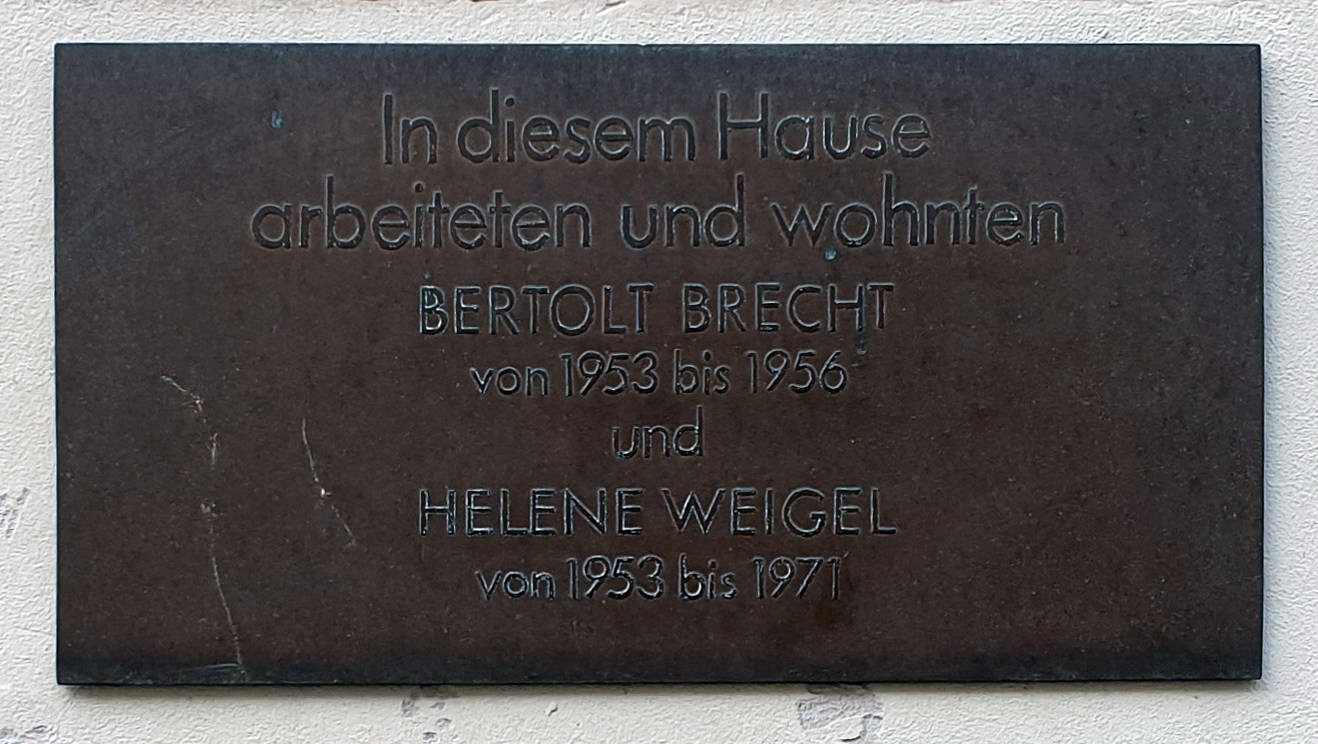
Gedenktafel am Haus Chausseestraße 21 in Berlin-Mitte

Als es am 17. Juni 1953 in Berlin zu Massenprotesten der DDR-Arbeiter kam, drückte Brecht noch am selben Tag in einem knapp gehaltenen Brief an Walter Ulbricht seine „Verbundenheit mit der Sozialistischen Einheitspartei Deutschlands“ aus, formulierte aber gleichzeitig die Erwartung einer „Aussprache mit den Massen über das Tempo des sozialistischen Aufbaus“. Weitere kurze Solidaritätsadressen schickte Brecht am gleichen Tag an Wladimir Semjonow („unverbrüchliche Freundschaft zur Sowjetunion“) und an Otto Grotewohl sowie Gustav Just mit dem Angebot, Beiträge zum aktuellen Radioprogramm zu liefern.
Brecht kommentierte die Situation zur selben Zeit in einem unveröffentlichten Typoskript so: „Die Demonstrationen des 17. Juni zeigten die Unzufriedenheit eines beträchtlichen Teils der Berliner Arbeiterschaft mit einer Reihe verfehlter wirtschaftlicher Maßnahmen. Organisierte faschistische Elemente versuchten, diese Unzufriedenheit für ihre blutigen Zwecke zu missbrauchen. Mehrere Stunden lang stand Berlin am Rande eines Dritten Weltkrieges. Nur dem schnellen und sicheren Eingreifen sowjetischer Truppen ist es zu verdanken, daß diese Versuche vereitelt wurden. Es war offensichtlich, daß das Eingreifen der sowjetischen Truppen sich keineswegs gegen die Demonstrationen der Arbeiter richtete. Es richtete sich augenscheinlich ausschließlich gegen die Versuche, einen neuen Weltbrand zu entfachen. Es liegt jetzt an jedem einzelnen, der Regierung beim Ausmerzen der Fehler zu helfen, welche die Unzufriedenheit hervorgerufen haben und unsere unzweifelhaft großen sozialen Errungenschaften gefährden.“
Brecht sah die Ursache der Streiks in dem Versuch der Regierung, durch Erhöhung der Arbeitsnormen ohne adäquate Gegenleistung „die Produktion zu steigern“. Die Künstler habe man als Propagandisten dieses Projekts funktionalisiert: „Man gewährte den Künstlern einen hohen Lebensstandard und versprach ihn den Arbeitern.“ Eine wirkliche Veränderung der Produktionssphäre sah Brecht als Alternative.
Brecht hatte seinen Brief an Ulbricht mit einer Solidaritätsadresse an die Partei geschlossen, für einige Biographen eine bloße Höflichkeitsfloskel. Die Regierung veröffentlichte im Neuen Deutschland vom 21. Juni 1953 aber ausschließlich seine Verbundenheit zur Partei, was Brecht nachhaltig diskreditierte. Brecht versuchte, den Eindruck zu korrigieren, der durch den veröffentlichten Teil des Briefes entstanden war. Unter der Überschrift Für Faschisten darf es keine Gnade geben bezog Brecht neben anderen Autoren im Neuen Deutschland vom 23. Juni 1953 Stellung. Neben einer legitimierenden Einleitung, die den Missbrauch der Demonstrationen „zu kriegerischen Zwecken“ anführte, forderte er nochmals eine „große Aussprache“ mit den Arbeitern, „die in berechtigter Unzufriedenheit demonstriert haben“. Noch im Oktober 1953 versuchte Brecht, den kompletten Brief an Ulbricht über Journalisten zu verbreiten.
„Damals brach eine Welt für Brecht zusammen. Er war erschüttert und entsetzt. Augenzeugen berichten, sie hätten ihn damals geradezu hilflos gesehen; lange Zeit trug er eine Abschrift des verhängnisvollen Briefes bei sich und zeigte sie Freunden und Bekannten, um sich zu rechtfertigen. Aber es war zu spät. Schlagartig setzten die westdeutschen Bühnen, die treuesten, die er neben seiner eigenen hatte, seine Stücke von den Spielplänen ab, und es dauerte lange, bis sich dieser Boykott wieder lockerte.“
Ronald Gray fand in Brechts Verhalten die Figur des Galileo Galilei wieder, die Brecht selbst literarisch gestaltet hatte: Die chamäleonhafte verbale Anpassung an das Regime habe ihm ermöglicht, seine wirklichen Interessen zu verfolgen. Walter Muschg reflektierte das unklare Verhalten Brechts unter Bezug auf das Doppelleben der Brecht-Figur Shen-Te aus Der gute Mensch von Sezuan:
„Der von der Feigheit und Dummheit der Zeit frei Gebliebene führte das Doppelleben, das ‚Der gute Mensch von Sezuan‘ darstellt, und befleckte sich mit Zugeständnissen, um sich halten zu können. Es half ihm nichts, daß seine für offizielle Anlässe gelieferten Verse, absichtlich oder nicht, erstaunlich schlecht waren, Schweyks Schläue im Umgang mit der Diktatur konnte ihn innerlich nicht beruhigen. Er mußte sich als Gespenst seiner selbst vorkommen, weil er, zur Flucht zu stolz, unter der ihm längst fragwürdig gewordenen Fahne ausharrte. Nur ein besseres Ende des Krieges hätte ihn vor dieser Zwangslage bewahren können. Er war kein Verräter, aber ein Gefangener. Er wurde wieder zum Außenseiter, sein Gesicht bekam einen leichenhaften Zug. Der schlimmste Mißbrauch seiner Person war die Unterschlagung seiner kritischen Stellungnahme zur Unterdrückung des Berliner Juniaufstandes von 1953, von der die Öffentlichkeit nur die verbindliche Schlußformel zu sehen bekam. Nach seinem frühen Tod, der wohl mit dem Gram darüber zusammenhängt, kamen Gedichte ans Licht, die zeigen was er litt.“
Anders analysiert John Fuegi in seiner Brecht-Biographie Brecht & Co. die Reaktionen Brechts. Brecht selbst habe in dieser Zeit unter Druck gestanden und um die Übernahme des Theaters am Schiffbauerdamm gekämpft. Seine Bezugnahme auf CIA-Provokateure zeige seine grundlegende Missdeutung der Situation. „Die DDR-Regierung hatte den Kontakt zur Arbeiterschaft verloren, und das galt auch für Brecht.“ Zudem habe Brecht außer dem oben zitierten Brief weitere Solidaritätsadressen an Wladimir Semjonow und Otto Grotewohl versandt. Auch auf Proteste eines Arbeiters im Berliner Ensemble gegen die niedrigen Gehälter von etwa 350 Mark netto habe Brecht nicht reagiert, obwohl er allein am Theater ein Gehalt von 3000 Mark erhalten habe.
In der poetischen Reflexion der Ereignisse nahm Brecht im Juli/August 1953 eine deutlich distanzierte Haltung der DDR-Regierung gegenüber ein, die er in den Buckower Elegien unter anderem im Gedicht Die Lösung artikulierte.
 Nach dem Aufstand des 17. Juni

 Ließ der Sekretär des Schriftstellerverbands

 In der Stalinallee Flugblätter verteilen

 Auf denen zu lesen war, daß das Volk

 Das Vertrauen der Regierung verscherzt habe

 Und es nur durch doppelte Arbeit

 Zurückerobern könne. Wäre es da

 Nicht doch einfacher, die Regierung

 Löste das Volk auf und

 Wählte ein anderes?
Eine Aussprache, wie Brecht sie sich gewünscht hatte, kam nicht zustande; er zog sich aus den dann folgenden fruchtlosen Debatten zurück. Von Juli bis September 1953 arbeitete Brecht überwiegend in Buckow an den Gedichten der Buckower Elegien und an dem Stück Turandot oder der Kongress der Weißwäscher. In dieser Zeit erlebte Brecht auch mehrere persönliche Krisen im Zusammenhang mit seinen ständig wechselnden Liebschaften. Helene Weigel zog vorübergehend allein in die Reinhardstraße 1, Brecht in ein Hinterhofgebäude der Chausseestraße 125. Auch seine langjährige treue Gefährtin Ruth Berlau erwies sich für Brecht nun zunehmend als Belastung, zumal sie auch ihre Arbeiten im Ensemble nur noch sporadisch ausführte.

#### Die letzten Jahre

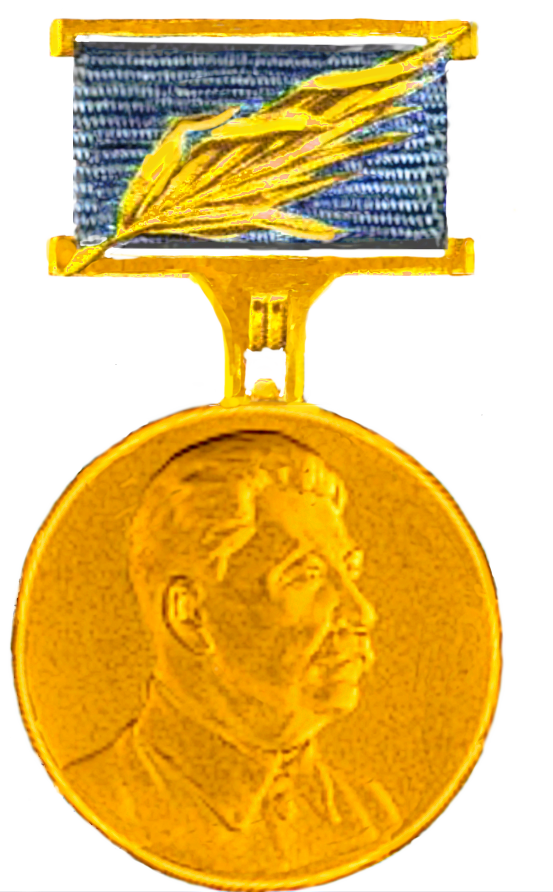
Friedenspreis

Im Januar 1954 wurde das Ministerium für Kultur der DDR gegründet, Johannes R. Becher wurde zum Minister und Brecht in den künstlerischen Beirat berufen. Die alten Verwaltungsstrukturen wurden aufgelöst. Damit sollte die allgegenwärtige Spannung zwischen den Künstlern und den Staatsfunktionären endlich beseitigt werden. Die Formalismuskonzeption verschwand aus den Debatten. Brecht begrüßte die Änderungen und rief seine Künstlerkollegen dazu auf, die neuen Chancen zu nutzen. Am 19. März 1954 eröffnete Brecht mit seinen Mitarbeitern das Theater am Schiffbauerdamm mit einer Bearbeitung von Molières Don Juan. Vor dem Hintergrund der sich immer mehr verschärfenden Ost-West-Konfrontation beteiligte sich Brecht 1955 an Diskussionsabenden in West-Berlin und betrieb die Herausgabe seiner Kriegsfibel. Am 21. Dezember 1954 wurde Brecht mit dem Internationalen Stalin-Friedenspreis ausgezeichnet, der ihm am 25. Mai 1955 im Moskauer Kreml überreicht wurde. Brecht hatte weiterhin Ideen und Pläne zu neuen Stücken, die er jedoch zunehmend an seinen Mitarbeiterstab delegierte. Im Juni 1954 wurde Brecht zum Vizepräsidenten der Deutschen Akademie der Künste ernannt. Brecht leistete zudem in seinen letzten Lebensjahren ein gewaltiges Pensum: Zwei Inszenierungen pro Jahr als Regisseur, Mitarbeit an fast allen Inszenierungen anderer Regisseure des Berliner Ensembles sowie schriftstellerische Arbeiten jeglicher Art. Mit zwei Gastspielen, 1954 mit Mutter Courage und 1955 mit Der kaukasische Kreidekreis in Paris, schaffte Brechts Ensemble nun auch den internationalen Durchbruch. Der triumphale Erfolg signalisierte jedem Theaterfunktionär: Brecht kann man inszenieren, ohne ein Wagnis einzugehen.
Im Jahr 1956, nach dem XX. Parteitag der KPdSU und der Geheimrede Chruschtschows, schrieb Brecht einige Gedichte, in denen er den Stalinismus verurteilte. Diese Gedichte wurden erstmals 1982 veröffentlicht.

### Tod

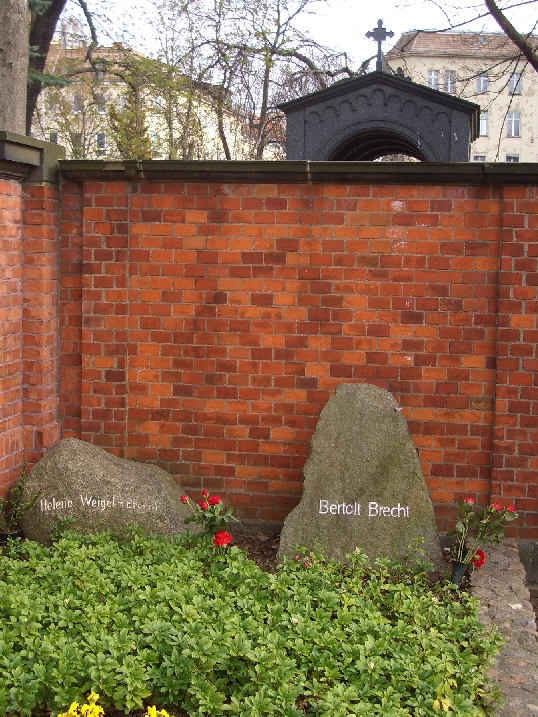
Grabstätte Brecht und Weigel

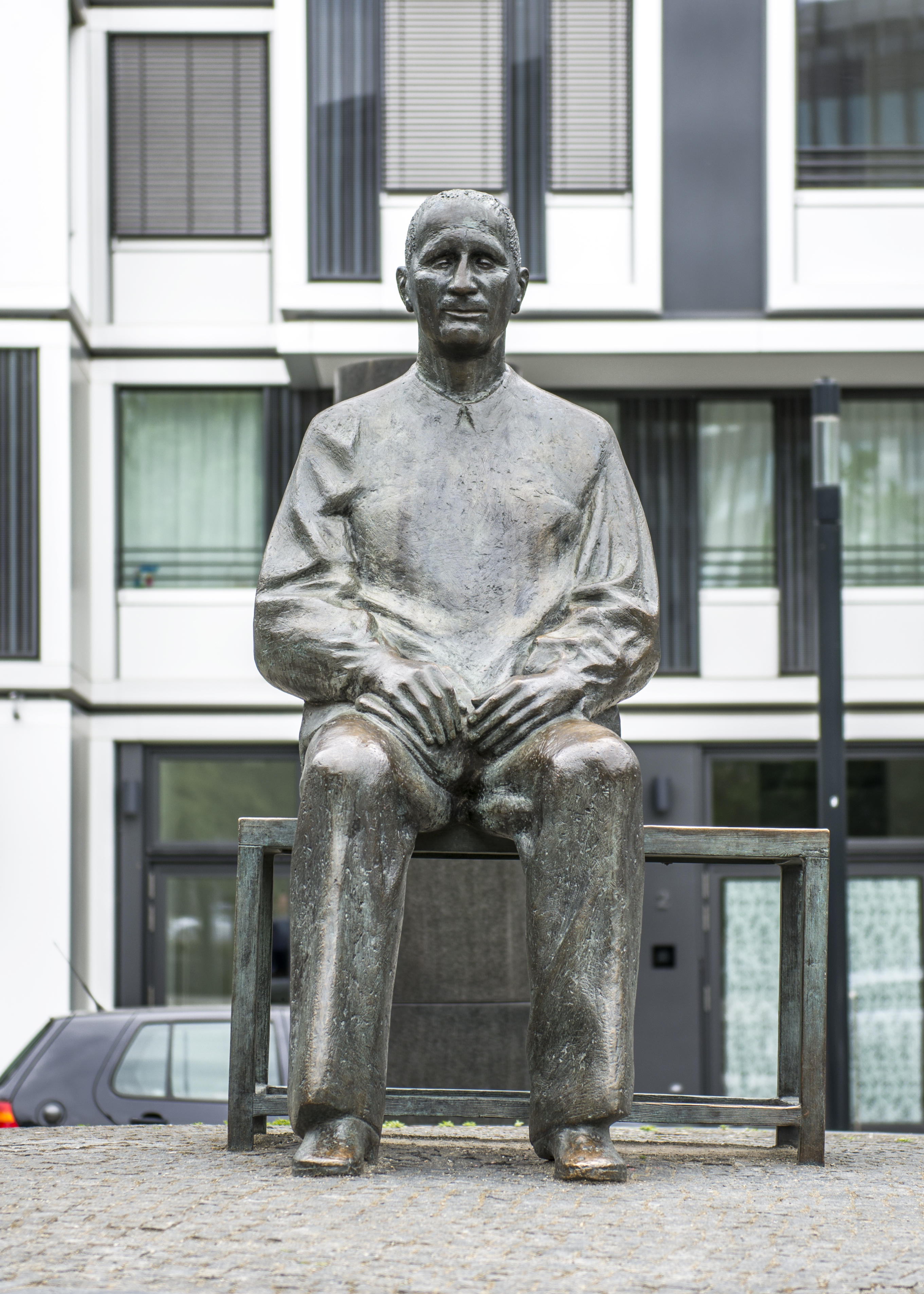
Denkmal Bertolt Brecht von Fritz Cremer auf dem Bertolt-Brecht-Platz in Berlin

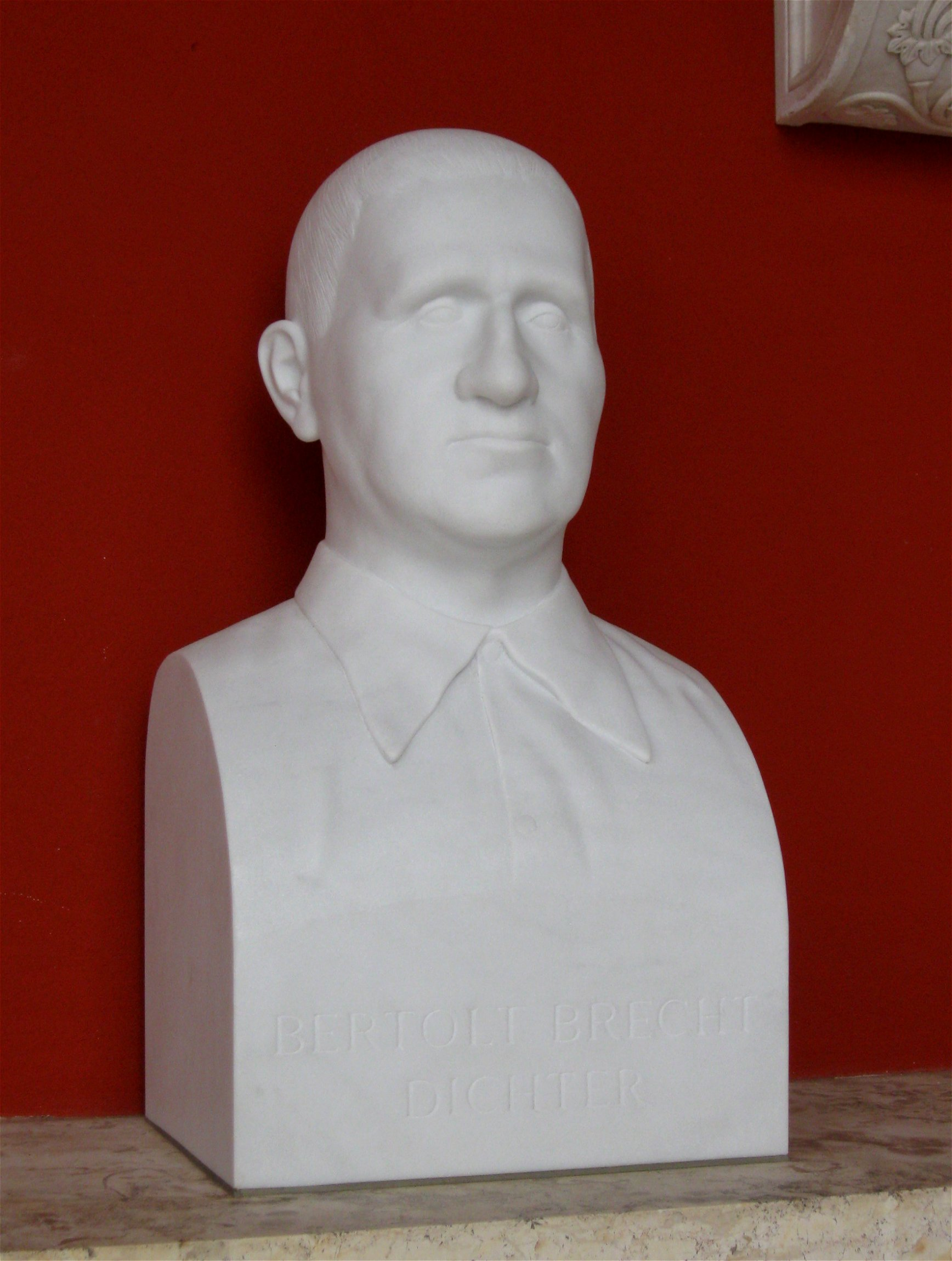
Büste Brechts in der Ruhmeshalle in München

Am 15. Mai 1955 verfasste Brecht sein Testament und schrieb einen Brief an Rudolf Engel, Mitarbeiter der Akademie der Künste, und bat ihn: „Im Falle meines Todes möchte ich nirgends aufgebahrt und öffentlich aufgestellt werden. Am Grab soll nicht gesprochen werden. Beerdigt werden möchte ich auf dem Friedhof neben dem Haus, in dem ich wohne, in der Chausseestraße.“ Ein Jahr darauf wurde Brecht mit einer Influenza („echte Grippe“) in das Berliner Charité-Krankenhaus eingeliefert. Zu seiner Erholung verbrachte er die Sommerfrische im Landhaus am Buckower Schermützelsee in der Märkischen Schweiz. Aber auch die Landluft konnte seine Herzbeschwerden, die er seit seiner Kindheit hatte, nicht kurieren.
Brecht starb am 14. August 1956 um 23:30 Uhr in der Berliner Chausseestraße 125, dem heutigen Brecht-Haus. Lange wurde angenommen, dass er am 12. August 1956 einen Herzinfarkt erlitten habe. Brecht hatte jedoch in seiner Kindheit an rheumatischem Fieber gelitten – einer damals noch wenig verstandenen Erkrankung. Diese griff sein Herz an, was zu den chronischen Herzproblemen führte. Verbunden mit dem rheumatischen Fieber war eine Chorea minor, zudem traten urologische Probleme auf.
Am 17. August 1956 wurde Brecht unter großer Anteilnahme der Bevölkerung und im Beisein zahlreicher Vertreter aus Politik und Kultur beigesetzt. Bei der Beerdigung wurde, wie er es sich gewünscht hatte, nicht gesprochen. Zusammen mit seiner 1971 verstorbenen Frau Helene Weigel liegt er auf dem Dorotheenstädtischen Friedhof in Berlin begraben.
Seinem Wunsch für die Gestaltung seines Grabsteins mit der von ihm vorgeschlagenen Aufschrift
 Ich benötige keinen Grabstein, aber

 Wenn ihr einen für mich benötigt

 Wünschte ich, es stünde darauf:

 Er hat Vorschläge gemacht. Wir

 Haben sie angenommen.

 Durch eine solche Inschrift wären

 Wir alle geehrt.
wurde nicht entsprochen. Stattdessen wurde auf dem eher schlichten Stein ausschließlich sein Name angebracht.
Auf Beschluss des Berliner Senats ist die letzte Ruhestätte von Bertolt Brecht (Grablage: CAM-1-26/29) seit 1997 als Ehrengrab des Landes Berlin gewidmet. Die Widmung wurde im August 2021 um die übliche Frist von zwanzig Jahren verlängert.

### Darstellung Brechts in der bildenden Kunst
- Fritz Cremer: Denkmal Bertolt Brecht (1986–1988/89) auf dem Bertolt-Brecht-Platz in Berlin[76]
- Fritz Cremer: Bertolt Brecht (Porträtbüste, Bronze, 1956/57; Nationalgalerie Berlin; Staatliche Kunstsammlungen Dresden; Kunsthalle Rostock)[77]
- Benedikt Fred Dolbin: Bert Brecht (Bleistift-Zeichnung, 28 × 22 cm; Berlinische Galerie, Berlin)[78]
- Arno Fleischer: Porträt von Bertolt Brecht (1966, Holzschnitt, rot und schwarz)[79]
- Bernd Göbel: Bert Brecht (Sitzfigur, 1977/1981, Bronze)[80]
- Arwed Gorella: Bert Brecht (Farbholzschnitt, 1971, 28,6 × 28 cm, 1971)[81]
- Waldemar Grzimek: Bertolt Brecht (Porträtbüste, 1957, Bronze; u. a. in den Kunstsammlungen am Theaterplatz Chemnitz)[82]
- Waldemar Grzimek: Darstellung des deutschen Dramatikers Bertolt Brecht (1957, Statuette, Bronze, Stiftung Stadtmuseum Berlin)[83]

- Paul Hamann: Bertolt Brecht (Porträtbüste, 1930; Hamburger Kunsthalle.)

- Fritz Heinsheimer: Bert Brecht (Tafelbild, 1926; Museum Brechthaus in Augsburg)
- Bert Heller: Bildnis Bertolt Brecht (Tempera, Öl, 1955/56; Nationalgalerie Berlin)[84]
- Hans Jürgen Kallmann: Bildnis Bert Brecht (Öl, 73 × 123 cm, 1956; Museum Ludwig, Köln)[85]
- Peter Reinhold: Bertolt Brecht (Holzschnitt, 1950)[86]
- Rudolf Schlichter: Bertolt Brecht (Öl, 1926/1927; Lenbachhaus Fritz Heinsheimer München.)
- Gustav Seitz: Bertolt Brecht (Statuette; 1958)[87]
- Heinz Zander: Brecht und Eisler (1988, Öl)[88]

## Episches Theater
Brecht wollte ein analytisches Theater, das den Zuschauer eher zum distanzierten Nachdenken und Hinterfragen anregt als zum Mitfühlen. Zu diesem Zweck „verfremdete“ und desillusionierte er das Spiel absichtlich, um es als Schauspiel gegenüber dem wirklichen Leben erkennbar zu machen (Brecht nannte dies den „Verfremdungseffekt“). Schauspieler sollten analysieren und synthetisieren, das heißt, von außen an eine Rolle herangehen, um dann ganz bewusst so zu handeln, wie es die Figur getan hätte. Diese Neukonzeption des Theaters, ursprünglich „episches Theater“, nannte er später „dialektisches Theater“, da ein Widerspruch zwischen Unterhaltung und Lernen entstehen soll, der die Illusion des „emotionalen Hineingezogenwerdens“ beim Publikum zerstören will. Brecht vertrat die Auffassung der Dialektik vom Menschen als Produkt der Verhältnisse und glaubte an dessen Fähigkeit, diese zu verändern: „Ich wollte auf das Theater den Satz anwenden, dass es nicht nur darauf ankommt, die Welt zu interpretieren, sondern sie zu verändern.“ Damit bezieht er sich auf die zentrale Schlussfolgerung der marxschen Thesen über Feuerbach.
Das epische Theater Brechts steht im Gegensatz sowohl zur Lehre Stanislawskis als auch zu der des method acting (methodische Schauspielkunst) von Lee Strasberg, die größtmögliche Realitätsnähe anstrebten und vom Schauspieler verlangten, sich in die Rolle hineinzuversetzen. Die wichtigsten Elemente des Epischen Theaters waren im Werk Brechts jedoch bereits vor dessen Begegnung mit dem Marxismus ausgebildet.
Der Begriff der Misuk, den Brecht prägte, stellt den Versuch dar, diese Ideen auf das Feld der Musik zu übertragen.

## Das Werk

### Stücke
Brecht formte seine Stücke zumeist in direkter Wechselwirkung mit den Aufführungen. So folgten, zumindest in der Zeit vor seinem Exil, die Druckfassungen oft den Inszenierungen nach. Erfahrungen, die hier gemacht wurden, konnten dort mit einfließen. Brecht experimentierte in der Zeit von 1918 bis 1933 intensiv mit den verschiedenen künstlerischen Möglichkeiten, welche die Theaterbühne bot. Das änderte sich, nachdem Brecht Deutschland hatte verlassen müssen. Von Ausnahmen abgesehen, konnte er nun nur noch „auf Halde“ produzieren. In dieser sogenannten „zweiten Periode“ prägte sich Brechts Stil, sein episches Theater. Umarbeitungen an den Stücken waren an der Tagesordnung. Sich ändernde politische Umstände flossen, durch den Autor reflektiert, in die Stücke ein. Als Beispiel mag hier die amerikanische Fassung des Leben des Galilei gelten, in der sich sowohl die Sprach- und Bühnenkompetenz des Hauptdarstellers Charles Laughton wiederfand, als auch Brechts Erschütterung über die amerikanischen Atombombenabwürfe im Zweiten Weltkrieg, die zu einer Verschiebung des Aussageschwerpunktes hin zur Frage der persönlichen Verantwortung des Wissenschaftlers vor der Gesellschaft führte. Als Brecht nach dem Krieg nach Europa zurückgekehrt war, bildete die direkte Theaterarbeit – auch die Bearbeitung von Stücken anderer Autoren – den Schwerpunkt seiner Tätigkeit.
Brecht verfasste 48 Dramen und etwa 50 Dramenfragmente, von den Fragmenten gelten sieben als spielbar. Abgesehen von kleineren Arbeiten, war Baal Brechts erstes Stück, dem 1919 mit Trommeln in der Nacht ein deutlich gesellschaftskritischeres Drama folgte. Sein größter Erfolg, die Dreigroschenoper, fällt in das Jahr 1928, er wäre ohne die Musik Kurt Weills nicht möglich gewesen. 1930 verursachte das Stück Aufstieg und Fall der Stadt Mahagonny einen der größten deutschen Theaterskandale, als es in Leipzig zu tumultartigen Szenen kam, die wohl von politischen Gegnern unter den Zuschauern provoziert wurden. Brechts Opern und seine Lehrstücke gelten als avantgardistisch, während seine Exildramen den klassischen Rahmen des „Theater[s] als Institution“ nicht verlassen.
Brecht brauchte für das Stückeschreiben nach Auskunft von Elisabeth Hauptmann ein „lebendiges Gegenüber, einen intellektuellen Mitspieler“. Auch Brechts Schüler Manfred Wekwerth wusste, dass der Dichter dort besonders produktiv war, wo er bereits etwas vorfand, das er ändern, berichtigen, umgestalten konnte. Nicht allein aufs Machen, aufs Andersmachen kam es ihm an. Kooperative Arbeitsweise und die enge Zusammenarbeit mit Schülern waren bei Brecht üblich, wobei er die dominierende Person war. Um diesen Arbeitsstil Brechts rankten sich nach seinem Tod etliche Legenden. Zum anderen bedachte Brecht alle Möglichkeiten, die das moderne Theater bot, und bezog sie in die Ausgestaltung seiner Stücke ein. Auch hierbei war er auf die Mithilfe der entsprechenden Spezialisten angewiesen.

### Gedichte
In seinem vielzitierten Aufsatz Kurzer Bericht über 400 (vierhundert) junge Lyriker aus dem Jahr 1927 erläuterte Brecht seine Auffassung vom „Gebrauchswert“, den ein Gedicht haben müsse. „[…] werden solche ‚rein‘ lyrischen Produkte überschätzt. Sie entfernen sich einfach zu weit von der ursprünglichen Geste der Mitteilung eines Gedankens oder einer auch für Fremde vorteilhaften Empfindung“. Dies und der dokumentarische Wert, den er einem Gedicht zubilligte, lässt sich durch sein gesamtes lyrisches Schaffen verfolgen. Dieses war außerordentlich umfangreich, in der Großen kommentierten Berliner und Frankfurter Ausgabe finden sich etwa 2300 Gedichte, einige davon in verschiedenen Versionen. Es war für Brecht offenbar tiefes Bedürfnis, jeden Eindruck, jedes wesentliche Ereignis, ja jeden Gedanken in Gedichtform zu reflektieren. Noch kurz vor seinem Tode entstanden etwa zwanzig neue Gedichte. Auch die Form ist außerordentlich vielgestaltig, sie reicht von ungereimtem Text über Paarreime zu klassischen Hexametern.
Da viele Gedichte Brechts als Reaktion auf Ereignisse in der Außenwelt, also im Zusammenhang mit konkreten Gelegenheiten entstanden, erschließen sie sich dem Leser oft dann, wenn er sie auch so auffasst, als Gelegenheitsgedichte im Wortsinn. Die „Gelegenheitsbezogenheit“ lässt sich sowohl in Brechts Liebeslyrik als auch in seinen politischen Dichtungen nachweisen. Letztere entstanden häufig aus konkreten Anfragen oder auf Bitte aus antifaschistischen Kreisen (siehe auch Einheitsfrontlied) hin.
Wenn auch die moderne Forschung davon ausgeht, dass Brecht beim größten Teil seiner Gedichte die alleinige Autorenschaft zukommt, gab es dennoch Zusammenarbeit mit anderen Künstlern, insbesondere mit Komponisten, die ihren Niederschlag in den Werken fand. Brecht hat der Vertonung seiner Gedichte immer einen hohen Stellenwert beigemessen, viele sind direkt als Lieder entstanden. Man geht davon aus, dass es zu etwa 1000 Texten eine Musik gibt oder gegeben hat. Brecht arbeitete dabei unter anderen mit Franz S. Bruinier, Hanns Eisler, Günter Kochan, Kurt Weill und Paul Dessau zusammen.
Seine ersten Gedichte veröffentlichte Brecht 1913 in der Schülerzeitschrift Die Ernte. Als erste bedeutende Publikationen gelten Bertolt Brechts Hauspostille (1927 beim Propyläen-Verlag erschienen) und Die Songs der Dreigroschenoper (1928). Im Exil wurden die Sammlungen Lieder Gedichte Chöre (1934 in Paris mit Notenanhang nach Hanns Eisler) und Svendborger Gedichte (1939 in London als Vorabdruck, Herausgeberin Ruth Berlau) verlegt. Nach dem Krieg gab es neben anderen 1951 die Anthologie Hundert Gedichte und 1955 wurde die Kriegsfibel verlegt. Die Buckower Elegien wurden dagegen nur einzeln, zum Beispiel in Versuche 12/54, veröffentlicht.
Es gilt als wahrscheinlich, dass immer noch unbekannte Gedichte Brechts aufgefunden werden können, da von einigen lediglich die Titel bekannt sind. 2002 wurde in Berlin auf einer Internationalen Messe für Autografen, Bücher und Grafik ein bisher unveröffentlichtes handschriftliches Gedicht mit dem Titel Der Totenpflug zum Kauf angeboten.
Brechts Gedichte wurden in zahlreiche Sprachen übersetzt. Bekannte Übersetzer im englischsprachigen Raum sind beispielsweise Eric Bentley, John Willett und Ralph Manheim. Im spanischsprachigen Raum ist Miguel Sáenz besonders bedeutsam.

### Lehrstücke
Der Begriff Lehrstück wird heute synonym für Lehrbeispiel benutzt, seine Herkunft aus dem Gebiet der Gebrauchskunst ist weitgehend unbekannt. Er taucht bei Brecht sporadisch und an nicht exponierten Stellen etwa ab 1926 auf.
Es wird davon ausgegangen, dass er den Begriff nicht von Anfang an als Klassifikationsbegriff benutzte. Als Typus entwickelten sich die Lehrstücke etwa ab 1929 im Zusammenhang mit dem Musikfest in Baden-Baden, Brecht selbst rechnete sechs seiner Werke dazu. Wichtige erste Beispiele sind die Radiokantate Der Lindberghflug und Lehrstück als „Gemeinschaftsmusik“. Bei der „Gemeinschaftsmusik“ bekam das Publikum die Funktion eines Chores und sollte an bestimmten Stellen des Stücks mitsingen. Ab 1930 benutzte Brecht dann „Lehrstück“ auch im Sinne einer Genrebezeichnung. Das neue Genre wurde kontrovers diskutiert, so endete die Uraufführung von Lehrstück in Baden-Baden mit einem Skandal, allerdings wurde der Ansatz, Kunst in Gemeinschaft und im Zusammenwirken vieler Menschen aktiv auszuüben, als avantgardistisch bewertet. Brechts Intentionen gingen weit darüber hinaus. So sollte sich aus Gemeinschafts- und Gebrauchskunst heraus eine politisch ausgerichtete Kollektivität entwickeln.
Etwa ab 1930 erlebte das Genre einen kurzen Aufschwung, als auch Schulprojekte einbezogen wurden, wobei immer das kollektive Üben, nicht die eventuelle Aufführung im Mittelpunkt stand. Die Übergänge zu anderen Genres wie Schuloper waren dabei nicht klar abgegrenzt. 1930 wurde mit Der Jasager erstmals im 20. Jahrhundert eine Schuloper unter Beteiligung vieler Berliner Schüler uraufgeführt. Sie war sehr erfolgreich und Brecht griff sofort Hinweise der Schüler auf, um das Werk zu überarbeiten. Hieraus entstand später Der Neinsager.
Brecht hat sein Interesse an den Lehrstücken weder im Exil noch später in der DDR verloren. Da sie sich aber weder dazu eigneten, auf Halde produziert zu werden, noch in der Nachkriegs-DDR die Voraussetzungen gegeben waren, sie wieder zu etablieren, räumte er anderen Aufgaben Priorität ein. Es gab 1953 noch einen Projektentwurf Die neue Sonne als Lehrstück, das mit den Ereignissen des 17. Juni im Zusammenhang stand, aber nicht realisiert wurde.

### Filme und Drehbücher
In Brechts Nachlass finden sich Ideen, Skizzen, Drehbücher zu Filmen in großer Anzahl, umgesetzt wurden davon nur sehr wenige.
Etwa ab 1920 begann Brecht, sich für Filmprojekte zu interessieren. Es waren dies zunächst Entwürfe für Werbefilmchen, Drehbücher für Detektivgeschichten, eine Art verfremdete Robinsonade. 1923 entstand der Kurzfilm (ca. 32 Minuten) Mysterien eines Frisiersalons, eine Aneinanderreihung skurriler Szenen, zu dem Brecht das Drehbuch geschrieben haben soll (der Film galt lange als verschollen und wurde erst 1974 wiederaufgefunden und aufwändig rekonstruiert). Ein Vertrag, den Brecht 1930 mit der Nero-Film AG über die Verfilmung der Dreigroschenoper geschlossen hatte, wurde durch diese gekündigt und der Film wurde ohne die Mitarbeit Brechts fertiggestellt. Der erste Film, in dem er weitgehend seine Ideen umsetzen konnte, war der 1931 entstandene Film Kuhle Wampe oder: Wem gehört die Welt?. Das Drehbuch hierzu schrieb er gemeinsam mit Slatan Dudow und Ernst Ottwalt. Um den Film gab es mehrere Zensurverfahren, ab 1933 durfte er nicht mehr gezeigt werden. Im US-amerikanischen Exil schrieb Brecht zunächst erfolglos zahlreiche Filmtexte. In seinem Journal notierte er 1942: „Zum erstenmal seit zehn Jahren arbeite ich nichts Ordentliches“. Dies änderte sich, als er 1942 gemeinsam mit Fritz Lang das Konzept zu dem Film, der später unter dem Titel Hangmen Also Die in die Kinos kam, entwickelte. Der große Anteil Brechts an dem Filmwerk wurde erst nach 1998 richtig bewertet, als seine Verträge mit Lang aufgefunden wurden. Nach seiner Rückkehr aus dem Exil konzentrierte sich Brecht auf die Verfilmung vorhandener Werke. 1955 scheiterte nach vielen Querelen der Plan, das Stück Mutter Courage bei der DEFA zu verfilmen und die Verfilmung seines Stücks Herr Puntila und sein Knecht Matti durch die österreichische Wien-Film hielt er für missraten. Weitere Versuche Brechts, bei der DEFA seine Vorstellungen durchzusetzen, waren nicht erfolgreich.

## Rezeption
Diverse Stücke von Brecht wurden bereits zur Zeit der Weimarer Republik abgelehnt wie etwa Die heilige Johanna der Schlachthöfe. Der Film Kuhle Wampe oder: Wem gehört die Welt? wurde stark zensiert. Brechts eindeutige politische Positionierung überlagerte die Bewertung seines künstlerischen Schaffens, und dies auch über seinen Tod hinaus. Während er bei den Nationalsozialisten schon 1933 auf eine schwarze Liste kam, wurde er in der DDR als bürgerlicher Intellektueller, der den Weg zum Kommunismus gefunden habe, kanonisiert. Dabei ordnete sich Brecht keinesfalls den offiziellen Kunst- und Kultur-Leitlinien der SED unter; in den Auseinandersetzungen mit den Funktionären suchte er allerdings auch immer nach Kompromissen. Zu dem Sonderheft, das die in der DDR erscheinende Literaturzeitschrift Sinn und Form 1949 über ihn herausgab, sagte Brecht: „Es ist eigentlich die erste Publikation, die mich mit den Deutschen zusammenbringt, meine eigenen Bemühungen abgerechnet.“ Ein zweites Sinn und Form-Sonderheft erschien 1957 nach seinem Tod.
Friedrich Torberg setzte zusammen mit Hans Weigel in Österreich einen Boykott gegen die Aufführung der Werke von Bertolt Brecht an den Wiener Bühnen durch, der bis 1963 anhielt (Wiener Brecht-Boykott).
In der Bundesrepublik Deutschland hingegen versuchte man lange Zeit, das linkspolitische Engagement Brechts auszublenden, und konnte so seine Stücke, überwiegend die aus dem Exil, weitgehend unaufgeregt nach zeitlosen Fragestellungen durchforsten. Brechts Äußerungen zu aktuellen politischen Ereignissen führten aber auch zu mehreren Boykotts seiner Stücke in der Bundesrepublik. Erst in den 1980er Jahren begann die Forschung, das Avantgardistische in Brechts Schaffen, seinen Opern und Lehrstücken, aber auch in seinen theoretischen Schriften herauszuarbeiten. Nach der Deutschen Wiedervereinigung etablierte sich auch ein eher sachbezogener Umgang mit seinem Œuvre.
Im Zuge der Umbrüche der 1960er Jahre wurde Brecht auch von unorthodoxen Linken kritisiert: Günter Grass wirft in seinem Stück Die Plebejer proben den Aufstand Brecht, der als „der Chef“ in dem Stück unschwer zu erkennen ist, vor, am Gelingen der Revolte der Plebejer auf der Bühne mehr interessiert gewesen zu sein als am realen Aufstand der Arbeiter am 17. Juni. Zugleich zeigt das Stück die Manipulierbarkeit der Massen auf (bei Grass: durch Brecht selbst, der entgegen seiner offiziellen Programmatik ständig mit Suggestionen arbeite, die Menschen also nicht zum Selbstdenken in der Tradition der Aufklärung bringe).
Friedrich Dürrenmatt kritisiert Brechts Dramaturgie mit den Worten: „Brecht denkt unerbittlich, weil er an vieles unerbittlich nicht denkt.“

## Brecht ab dem Ende des 20. Jahrhunderts

### Bertolt Brechts Nachlass

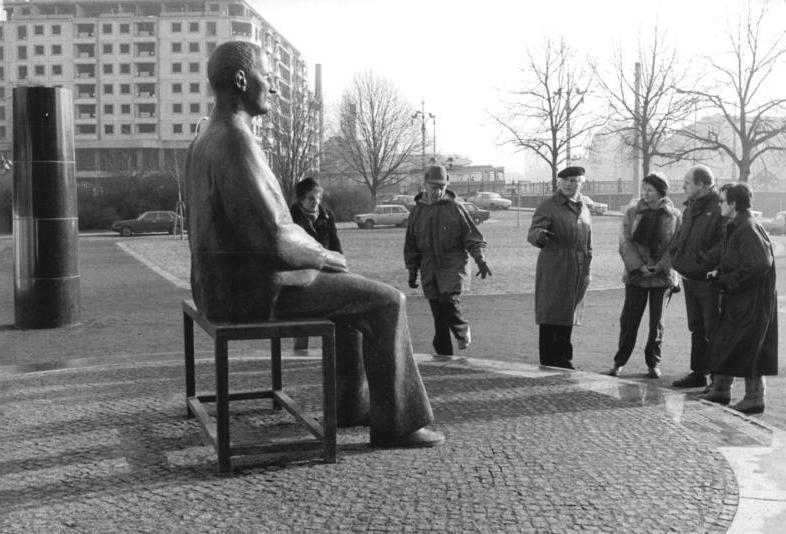
Brecht-Denkmal vor dem Gebäude des Berliner Ensembles, 1988

Von herausragender Bedeutung für die Brecht-Forschung ist sein Nachlass. Der gesamte heute existierende Nachlass ist einer der umfangreichsten literarischen Nachlässe in deutscher Sprache. Er enthält mehr als 500.000 Brecht-Dokumente, darunter 200.000 Handschriften und Manuskripte und gehört als Dauerleihgabe zum Archiv der Akademie der Künste in Berlin. Die Brecht-Bestände werden im Bertolt-Brecht-Archiv der Akademie im Brecht-Haus Chausseestraße 125 (10115 Berlin) aufbewahrt. Der Brecht-Nachlass setzt sich aus dem von seiner Frau Helene Weigel am 1. Dezember 1956 als Privat-Archiv gegründeten Bertolt-Brecht-Archiv sowie verschiedenen Sammlungsteilen der Brecht Sammlung Renata Mertens-Bertozzi und der Brecht-Sammlung Victor N. Cohen und der Brecht-Sammlung der damaligen Ost-Berliner Akademie der Künste zusammen: Zwei Jahre nach dem Tod von Helene Weigel hatte die Ost-Berliner Akademie der Künste das Berliner Privat-Archiv 1973 mit den bereits in der Akademie existierenden Brecht-Sammlungen zusammengeführt. 1992 sind diese Originale der Akademie der Künste als Dauerleihgabe übertragen worden. Die Brecht-Sammlung Renata Mertens-Bertozzi und die Brecht-Sammlung Victor N. Cohen wurden erst 2004 beziehungsweise 2006 erworben.
Barbara Brecht-Schall, Tochter von Helene Weigel und Bertolt Brecht, war seine Haupterbin und Verwalterin des Nachlasses. Sie starb am 31. August 2015.

### Brecht-Gedenkstätten

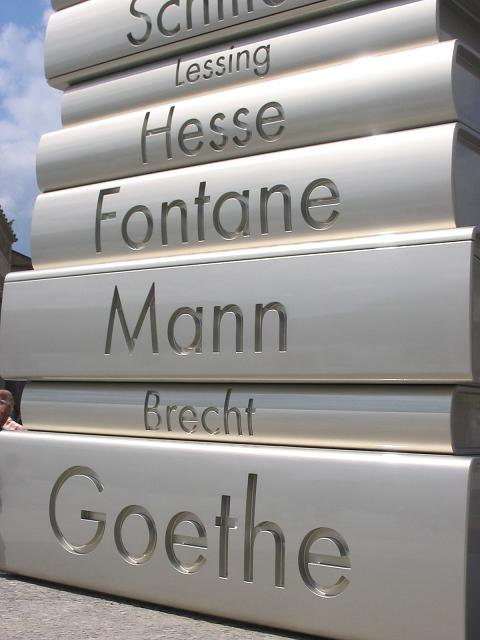
Teil der Skulptur „Der moderne Buchdruck“ beim Berliner Walk of Ideas zur Erinnerung an Gutenbergs Erfindung: Bertolt Brecht gehört in den Kanon mit den bedeutendsten deutschen Schriftstellern.

Die zu Brechts 80. Geburtstag am 10. Februar 1978 eröffnete und heute zur Akademie der Künste gehörende Brecht-Weigel-Gedenkstätte befindet sich im Hof des Brecht-Hauses Chausseestraße 125 (10115 Berlin), direkt neben dem Dorotheenstädtischen Friedhof gelegen, auf dem Bertolt Brecht und seine Frau Helene Weigel bestattet liegen. In der Chausseestraße 125 (Hinterhaus, 1. Etage) lebte Bertolt Brecht von Oktober 1953 bis zu seinem Tod am 14. August 1956. Helene Weigel wohnte während dieser Zeit in der zweiten Etage und zog 1957 ins Erdgeschoss, wo sie bis zu ihrem Tod am 6. Mai 1971 wohnte. Die Wohnungen sind größtenteils im Originalzustand erhalten geblieben. Neben Brechts Nachlass befindet sich dort auch das Helene-Weigel-Archiv.
In Brechts Geburtshaus in Augsburg befindet sich seit 1990 ebenfalls die Gedenkstätte „Brechthaus“. In dieser Stadt gibt es zahlreiche Anknüpfungspunkte zu Brechts Biographie und Werk; hier wird auch regelmäßig das Brecht-Festival veranstaltet (ab 1995 alle drei Jahre, seit 2006 jährlich). Mit Blick auf den ambivalenten Umgang Augsburgs mit Brecht spricht der Kulturjournalist Ralf Hutter von einer „Rückkehr des verlorenen Sohnes“.
Das Haus in Svendborg, in dem sich Brecht auf seiner Flucht in Dänemark aufhielt, wird vom dortigen Brechtverein unter dem Namen „Brechts hus“ als Künstler- und Forscherwohnung zur Verfügung gestellt.
Auch in Buckow in der Märkischen Schweiz, unweit von Berlin, befindet sich eine Gedenkstätte: Das Brecht-Weigel-Haus ist teilweise öffentlich zugänglich und erinnert mit Ausstellungen und Veranstaltungen an den Autor der Buckower Elegien.

### Erben
Als Helene Weigel 1971 starb, traten Brechts Kinder Stefan Brecht, Hanne Hiob und Barbara Brecht-Schall in die Wahrnehmung der Rechte an Brechts Werk ein. Nach dem deutschen Urheberrecht laufen diese im Jahr 2027 aus. Stefan Brecht war der Erbenbevollmächtigte, der sich gleichzeitig um die Rechtevergabe im englischsprachigen Raum kümmerte. Barbara Brecht-Schall übernahm die gleichen Aufgaben für den deutschsprachigen Raum, Hanne Hiob wurde ein Beratungsrecht eingeräumt. Nach eigenem Bekunden lag den Erben besonders die Werktreue und Einhaltung der Tendenz der Stücke am Herzen, direkten Einfluss auf die künstlerische Ausgestaltung der Inszenierungen wollten sie dagegen nicht nehmen. Konfrontationen zwischen den Rechteinhabern und den Theaterverantwortlichen waren die Ausnahme, wie im Jahr 1981, als die Aufführung einer Inszenierung des Stücks Der gute Mensch von Sezuan des Regisseurs Hansgünther Heyme untersagt wurde. Daneben achteten die Erben auch auf Publikationen über den Vater, dessen Tätigkeit und die Familie. Als John Fuegi 1994 seine Biografie The life and lies of Bertolt Brecht veröffentlichte, gab es zahlreiche Auseinandersetzungen zwischen dem Autor und den Brecht-Erben. Barbara Brecht-Schall „untersagte zuletzt eine weitere Aufführung von Brechts Stück ‚Baal‘ in der Regie von Frank Castorf am Münchner Residenztheater wegen Eingriffen in den Originaltext“.

### Umfrage zur Bekanntheit

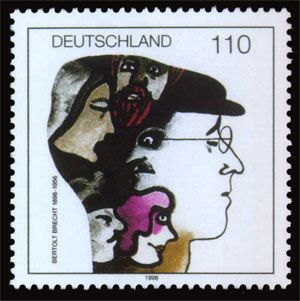
Sondermarke von 1998 der Deutschen Post

„Der größte Dramatiker des 20. Jahrhunderts“, so Marcel Reich-Ranicki über ihn, sei (inzwischen) in Deutschland, statistisch gesehen, wenig bekannt, entsprechend der Interpretation einer repräsentativen Studie (vom Literaturmagazin „bücher“ beim Gewis-Institut) zum 50. Todestag im Jahr 2006. 55 Prozent hatten nur in der Schulzeit Kontakt mit Brechts Werk, in diesem oder im vorigen Jahr haben nur zwei Prozent etwas davon gelesen. 42 Prozent der Bundesbürger haben das noch nie oder erinnern sich nicht daran. Auch Brechts Biographie ist den meisten Deutschen unbekannt. Dass er das Berliner Ensemble gründete, wissen acht Prozent. Drei Prozent denken irrtümlich an die Berliner Schaubühne, die übrigen 89 Prozent haben keine Vorstellung, welches Theater Brecht gegründet haben könnte (1084 Frauen und Männer zwischen 16 und 65 Jahren wurden befragt).
Der Suhrkamp-Verlag erwiderte: „Welcher deutsche Autor wird heute noch 300.000-mal im Jahr verkauft? […] [Zur Umfrage und ihrer Interpretation] ist doch zumindest anzumerken, daß die angeblichen Umfragewerte […] auch genau umgekehrt interpretiert und kommentiert werden können: Immerhin haben nämlich 55 Prozent der Befragten Werke von Brecht in der Schulzeit gelesen. Von welchem Autor, von welcher Autorin kann dies wohl behauptet werden? Über 16,5 Millionen Bücher von Bertolt Brecht hat der Suhrkamp Verlag bislang verkauft, jährlich kommen durchschnittlich 300.000 Exemplare dazu. Sein Werk ist übersetzt in über 50 Sprachen. Und Brecht ist nach wie vor führend auf den Spielplänen deutscher Theater.“

## Werke

### Stücke
| Stück                                                                                    | Entstehung  | Erstveröffentlichung in Druckform | Uraufführung der ersten Fassung                             |
| ---------------------------------------------------------------------------------------- | ----------- | --------------------------------- | ----------------------------------------------------------- |
| Die Bibel. Drama in 3 Szenen                                                             | 1913        | 1914 in Die Ernte                 | 8. Februar 2013 Augsburg                                    |
| Baal                                                                                     | 1918        | 1922                              | 8. Dezember 1923 Leipzig                                    |
| Trommeln in der Nacht                                                                    | 1919        | 1922 Kiepenheuer                  | 29. September 1922 München                                  |
| Die Hochzeit, auch Die Kleinbürgerhochzeit (Einakter)                                    | 1919        |                                   | 11. Dezember 1926 Frankfurt/M                               |
| Er treibt einen Teufel aus (Einakter)                                                    | 1919        | 1966 Suhrkamp                     | 3. Oktober 1975 Basel                                       |
| Lux in Tenebris (Einakter)                                                               | 1919        |                                   | 12. Juni 1969 Essen                                         |
| Der Bettler oder Der tote Hund (Einakter)                                                | 1919        |                                   |                                                             |
| Der Fischzug (Einakter)                                                                  | 1919        |                                   |                                                             |
| Prärie (Opernlibretto)                                                                   | 1919        | 1989 Suhrkamp, GBA                | 1994 Rostock                                                |
| Im Dickicht der Städte auch Im Dickicht                                                  | 1921        | 1927 Propyläen                    | 9. Mai 1923 München                                         |
| Leben Eduards des Zweiten von England                                                    | 1923        | 1924 Kiepenheuer                  | 18. März 1924 München                                       |
| Hannibal (Fragment)                                                                      | 1922        |                                   |                                                             |
| Mann ist Mann                                                                            | [1918]–1926 | 1927 Propyläen                    | 25. September 1926 Darmstadt und Düsseldorf                 |
| Fatzer (Fragment), auch Untergang des Egoisten Johann Fatzer                             | 1927–1931   | 1930 Kiepenheuer                  | 1975/1976 Stanford                                          |
| Jae Fleischhacker in Chikago (Fragment)                                                  | 1924–1929   | BFA Band 10.1 Suhrkamp 1997       |                                                             |
| Mahagonny (Songspiel)                                                                    | 1927        | 1927                              | 17. Juli 1927 Baden-Baden                                   |
| Aufstieg und Fall der Stadt Mahagonny (Opernlibretto)                                    | 1927–1929   | 1929                              | 9. März 1930 Leipzig                                        |
| Berliner Requiem (Kleine Kantate für drei Männerstimmen und Blasorchester)               | 1928        | 1967 David Drew                   | 5. Februar 1929 Reichs-Rundfunk-Gesellschaft Berlin         |
| Die Dreigroschenoper                                                                     | 1928        | 1928                              | 31. August 1928 Berlin                                      |
| Der Ozeanflug, auch Der Lindberghflug, auch Der Flug der Lindberghs                      | 1928        | 1929 in Uhu                       | 17. Juli 1929 Baden-Baden als Rundfunk-Kantate              |
| Das Badener Lehrstück vom Einverständnis, auch Lehrstück                                 | 1929        |                                   | 1929 Baden-Baden                                            |
| Der Jasager. Der Neinsager (Opernlibretti/Lehrstücke [Schuloper])                        | 1929–1930   | 1930                              | 23. Juli 1930 Berlin                                        |
| Die Maßnahme (Lehrstück)                                                                 | 1930        | 1930                              | 13./14. Dezember 1930 Berlin                                |
| Die heilige Johanna der Schlachthöfe                                                     | 1929        | 1931                              | 30. April 1959 Hamburg                                      |
| Der Brotladen (Fragment)                                                                 | 1929–1930   |                                   | 1967 Berlin                                                 |
| Die Ausnahme und die Regel (Lehrstück)                                                   | 1931        | 1937 Moskau                       | 1. Mai 1938 Givath Chajim                                   |
| Die Mutter                                                                               | 1931        | 1933                              | 17. Januar 1932 Berlin                                      |
| Die Rundköpfe und die Spitzköpfe                                                         | 1932–1936   | 1932                              | 4. November 1936 Kopenhagen                                 |
| Die sieben Todsünden, auch Die sieben Todsünden der Kleinbürger (Ballettlibretto)        | 1933        |                                   | 7. Juni 1933 Paris                                          |
| Safety first                                                                             | 1934        |                                   |                                                             |
| Das wirkliche Leben des Jakob Gehherda (Fragment)                                        | 1935?       |                                   |                                                             |
| Die Horatier und die Kuriatier (Lehrstück)                                               | 1935        | 1936 Moskau                       | 26. April 1958 Halle/S                                      |
| Die Gewehre der Frau Carrar                                                              | 1936–1937   | 1937 London                       | 16. Oktober 1937 Paris                                      |
| Goliath (Fragment – Opernlibretto)                                                       | 1937        |                                   |                                                             |
| Furcht und Elend des Dritten Reiches                                                     | 1937–1938   | 1938 Moskau                       | 21. Mai 1938 Paris                                          |
| Leben des Galilei                                                                        | 1938–1939   | 1948 Suhrkamp                     | 9. September 1943 Zürich                                    |
| Dansen (Einakter)                                                                        | 1939?       |                                   |                                                             |
| Was kostet das Eisen? (Einakter)                                                         | 1939        |                                   | 14. August 1939 Tollare bei Stockholm                       |
| Mutter Courage und ihre Kinder                                                           | 1939        | 1941                              | 19. April 1941 Zürich                                       |
| Das Verhör des Lukullus (Hörspiel), später Die Verurteilung des Lukullus (Opernlibretto) | 1939        | 1940 Moskau                       | 1940 Sender Beromünster (Oper 19.3/12. Oktober 1951 Berlin) |
| Der gute Mensch von Sezuan                                                               | 1939        | 1953                              | 4. Februar 1943 Zürich                                      |
| Herr Puntila und sein Knecht Matti                                                       | 1940        | 1948? 1950 in Versuche            | 5. Juni 1948 Zürich                                         |
| Der aufhaltsame Aufstieg des Arturo Ui                                                   | 1941        | 1957                              | 10. November 1958 Stuttgart                                 |
| Die Gesichte der Simone Machard auch Die Stimmen (siehe Lion Feuchtwanger Simone)        | 1941        | 1956 Sinn und Form                | 8. März 1957 Frankfurt/M                                    |
| Schweyk im Zweiten Weltkrieg                                                             | 1943        | 1947 in Ulenspiegel               | 17. Januar 1957 Warschau                                    |
| The Duchess of Malfi (Nach John Webster)                                                 | 1943        |                                   | 15. Oktober 1946 New York                                   |
| Der kaukasische Kreidekreis                                                              | 1944        | 1949 Sinn und Form                | [Mai 1948 USA n. a.] 23. Mai 1951 Göteborg                  |
| Bearbeitung Sophokles – Antigone                                                         | 1947        |                                   | 15. Februar 1948 Chur                                       |
| Die Tage der Commune                                                                     | 1949        | 1957                              | 1956 Karl-Marx-Stadt                                        |
| Bearbeitung Jakob Michael Reinhold Lenz – Der Hofmeister                                 | 1949        | 1951                              | 15. April 1950 Berlin                                       |
| Bearbeitung Gerhart Hauptmann – Biberpelz und roter Hahn                                 | 1950        |                                   | 24. März 1951 Berlin                                        |
| Bearbeitung William Shakespeare – Coriolanus                                             | 1951–1955   | 1959 Suhrkamp                     | 22. September 1962 Frankfurt/M                              |
| Bearbeitung Anna Seghers – Der Prozess der Jeanne d’Arc in Rouen 1431                    | 1952        |                                   | 1952 Berlin                                                 |
| Turandot oder Der Kongreß der Weißwäscher                                                | 1953        | 1967                              | 5. Februar 1969 Zürich                                      |
| Bearbeitung Molière – Don Juan                                                           | 1952        |                                   | 1952 Rostock                                                |
| Pauken und Trompeten (nach George Farquhar)                                              | 1954        | 1959 Suhrkamp                     | 19. September 1955                                          |

Herkunft der Daten:
- Soweit nicht anders angegeben, ist Jan Knopfs Brecht-Handbuch 2001 Quelle für die Daten.

1. 1 2 3 4 5 6 7 8 9 10 11 12 13 14 15 16 17  Werner Hecht (Hrsg.): Alles was Brecht ist … Fakten – Kommentare – Meinungen – Bilder. Frankfurt am Main 1997.
2. 1 2 3 4 5 6 7 8 9 10 11 12 13 14 15 16 17 18 19 20  Bertolt Brecht: Große kommentierte Berliner und Frankfurter Ausgabe. Suhrkamp 1988–1999.
3. 1 2  Bertolt Brecht: Ausgewählte Werke in 6 Bänden. Suhrkamp, Frankfurt am Main 1997.
4. 1 2 3 4 5 6 7 8 9 10  Ana Kugli, Michael Opitz (Hrsg.): Brecht Lexikon. Stuttgart/Weimar 2006.
5. 1 2 3  Werner Hecht: Brecht Chronik 1998–1956. Suhrkamp, Frankfurt am Main 1998.

Die Jahreszahl der Entstehung ist nur als Anhaltspunkt zu verstehen, da Brecht die meisten seiner Stücke mehrfach umgearbeitet hat. In der Forschung umstrittene Daten sind mit Fragezeichen gekennzeichnet.

### Lyrik

#### Gedichtsammlungen
| Lfd. Nr. | Gedichtsammlung                                        | Anzahl der Gedichte | Entstehung | Erstdruck                            | Neuordnung      |
| -------- | ------------------------------------------------------ | ------------------- | ---------- | ------------------------------------ | --------------- |
| 1.       | Lieder zur Klampfe von Bert Brecht und seinen Freunden | 7 (8)               | 1918       | 1988 GBA                             |                 |
| 2.       | Psalmen                                                | 19 (23)             | 1920       | 1960                                 | 1922            |
| 3.       | Bertolt Brechts Hauspostille                           | 48 (52)             | 1916–1925  | 1926 Kiepenheuer PD                  | 1937, 1956      |
| 4.       | Die Augsburger Sonette                                 | 13                  | 1925–1927  | 1982                                 |                 |
| 5.       | Die Songs der Dreigroschenoper                         | 17 (20)             | 1924–1928  | 1928 Kiepenheuer                     | 1937, 1946–1948 |
| 6.       | Aus dem Lesebuch für Städtebewohner                    | 10 (21)             | 1926–1927  | 1930 in Versuche                     | 1938            |
| 7.       | Geschichten aus der Revolution                         | 2                   | 1929–1931  | 1933 in Versuche                     |                 |
| 8.       | Sonette                                                | 12 (13)             | 1932–1934  | 1951, 1960, 1982                     |                 |
| 9.       | Englische Sonette                                      | 3                   | 1934       |                                      |                 |
| 10.      | Lieder Gedichte Chöre                                  | 34 (38)             | 1918–1933  | 1934 Editions du Carrefour           |                 |
| 11.      | Hitler-Choräle                                         | 4                   | 1933       | (in Lieder Gedichte Chöre enthalten) |                 |
| 12.      | Chinesische Gedichte                                   | 15                  | 1938–1949  |                                      |                 |
| 13.      | Studien                                                | 8                   | 1934–1940  | 1951 in Versuche                     |                 |
| 14.      | Svendborger Gedichte                                   | 93 (108)            | 1934–1938  | 1939                                 |                 |
| 15.      | Steffinsche Sammlung                                   | 23 (29)             | 1939–1940  | 1948 Aufbau                          | 1942, 1948      |
| 16.      | Hollywoodelegien                                       | 9                   | 1942       | 1988 GBA                             |                 |
| 17.      | Gedichte im Exil                                       | 17                  | 1936–1944  | 1988 GBA                             | 1949, 1951      |
| 18.      | Kriegsfibel                                            | 69 (86)             | 1940–1945  | 1955 Eulenspiegel                    | 1944, 1954      |
| 19.      | Deutsche Satiren (zweiter Teil)                        | 3                   | 1945       | 1988 GBA                             |                 |
| 20.      | Kinderlieder/neue Kinderlieder                         | 9/8                 | 1950       | 1953 Aufbau                          | 1952            |
| 21.      | Buckower Elegien                                       | 23                  | 1953       | 1964                                 |                 |
| 22.      | Gedichte aus dem Messingkauf                           | 7                   | 1935–1952  | 1953 in Versuche                     |                 |
| 23.      | Gedichte über die Liebe                                | 76                  | 1917–1956  | 1982                                 |                 |
| 24.      | Hundert Gedichte. 1918 bis 1950                        | 100                 | 1918–1950  | 1958                                 |                 |

Herkunft der Daten: Bertolt Brecht: Große kommentierte Berliner und Frankfurter Ausgabe. Suhrkamp 1988–1999.
Die Klammerangabe bei der Anzahl der Gedichte summiert auch die Gedichte, die durch Umordnung oder Ergänzung hinzugekommen oder weggefallen sind. Die Jahreszahlen geben an, in welchem Zeitraum die wesentlichen Gedichte der Sammlung geschrieben wurden, es gab teilweise sowohl spätere Änderungen/Ergänzungen als auch Neuzusammenstellungen unter Verwendung älterer Gedichte durch den Autor.

#### Ausgewählte Gedichte und Lieder
- Alabama Song
- An die Nachgeborenen

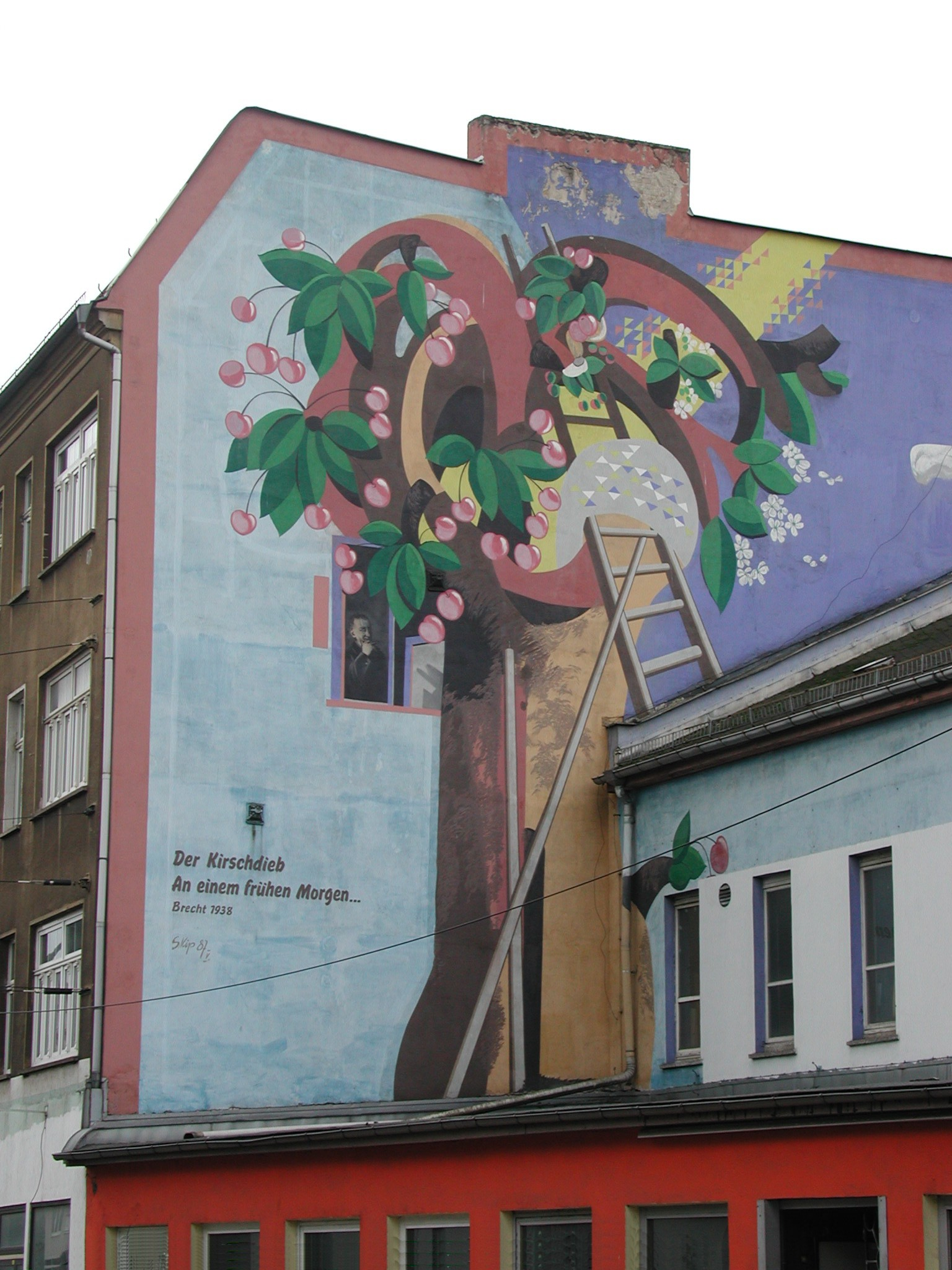
Illustration zu einem Gedicht von Brecht an einer Giebelwand in Berlin-Weißensee, Berliner Allee 177

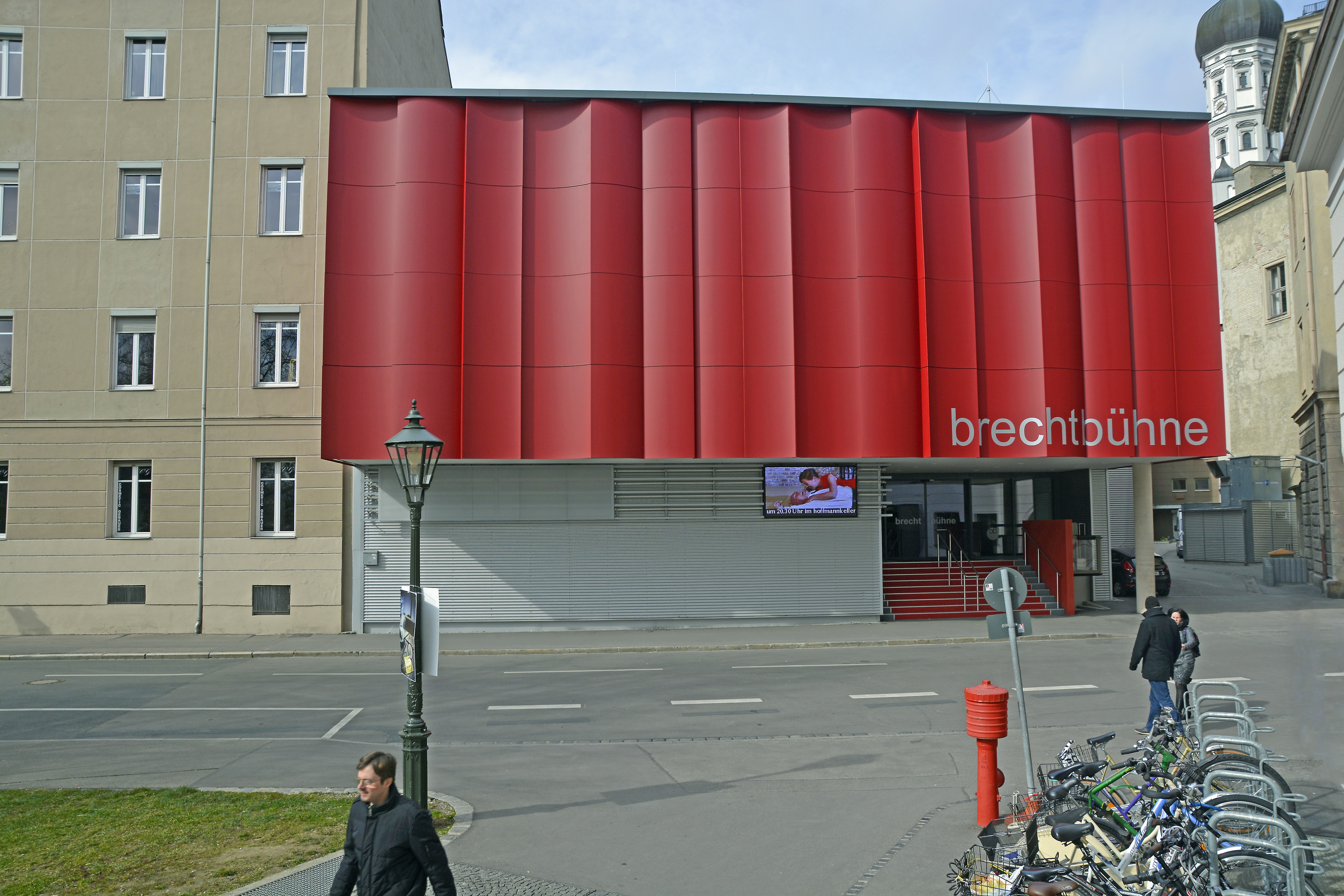
Brechtbühne in Augsburg

- Der Anachronistische Zug oder Freiheit und Democracy
- Das Lied von der Moldau
- Ulm 1592 (Der Schneider von Ulm)
- Die Lösung
- Die Moritat von Mackie Messer
- Die Seeräuber-Jenny
- Einheitsfrontlied
- Erinnerung an die Marie A.
- Fragen eines lesenden Arbeiters
- Kinderhymne[120]
- Legende vom toten Soldaten
- Legende von der Entstehung des Buches Taoteking auf dem Weg des Laotse in die Emigration
- Morgens und abends zu lesen
- Resolution
- Schlechte Zeit für Lyrik
- Solidaritätslied für den Film Kuhle Wampe

### Ausgewählte Prosa
- Bargan läßt es sein. In: Der Neue Merkur. Monatszeitschrift, München 1921.
- Der Augsburger Kreidekreis. In Zeitschrift „Internationale Literatur“, Moskau 1941.
- Die Geschäfte des Herrn Julius Caesar.[121]
- Die unwürdige Greisin.
- Die Bestie.[122]
- Dreigroschenroman. Verlag Allert de Lange, Amsterdam 1934.[123]
- Flüchtlingsgespräche.[124]
- Geschichten vom Herrn Keuner.
- Kalendergeschichten.

### Hörspiele
- 1927: Mann ist Mann – mit Ernst Legal (Funk-Stunde Berlin)
- 1927: Macbeth von Bertolt Brecht und Alfred Braun nach Shakespeare, Regie: Alfred Braun (Funk-Stunde Berlin)
- 1928: Kalkutta – 4. Mai von Bertolt Brecht und Lion Feuchtwanger, Regie: Fritz Walter Bischoff (Schlesische Funkstunde Breslau)
- 1929: Der Flug der Lindberghs von Bertolt Brecht, Komposition: Paul Hindemith / Kurt Weill, Regie: Ernst Hardt (WERAG)
- 1931: Hamlet von Bertolt Brecht nach Shakespeare, Komposition: Walter Gronostay, Regie: Alfred Braun (Funk-Stunde Berlin)
- 1932: Die heilige Johanna der Schlachthöfe – auch Regie (Funk-Stunde Berlin)
- 1940: Lukullus vor Gericht von Bertolt Brecht (Radio Beromünster, Schweiz)
- 1949: Das Verhör des Lukullus von Bertolt Brecht, Komposition: Bernhard Eichhorn, Regie: Harald Braun (BR)
- 1966: Das Verhör des Lukullus – Regie: Kurt Veth (Deutschlandsender)
- 1969: Der Ozeanflug – Regie: Kurt Veht/Tilo Medek (Radio DDR I)
- 1988: Untergang des Egoisten Fatzer – Musik: Einstürzende Neubauten, Regie: Heiner Müller (Rundfunk der DDR)[125]

### Fragmente und Stückprojekte
Neben den bereits unter Stücke aufgeführten Fragmenten existieren zahlreiche weitere unterschiedlichster Genres, die nachfolgende Auswahl ist alphabetisch:
Alexander und seine Soldaten, Aus nichts wird nichts, Büsching [Garbe], Chinesischer Vatermord, Dan Drew, Dante-Revue, David, Der böse Baal der asoziale, Der Brückenbauer, Der grüne Garraga, Der Impotente, Der Wagen des Ares, Die Bälge, Die Judith von Shimoda, Die Neandertaler, Eisbrecher Krassin, Galgei, Goliat, Gösta Berling, Hans im Glück, Herr Makrok, Leben des Konfutse, Leben des Menschenfreundes Henri Dunant, Leben Einsteins, Mann aus Manhattan, Me-ti. Buch der Wendungen, Oratorium, Park Gogh, Päpstin Johanna, Pluto, Revue, Rosa Luxemburg, Reisen des Glücksgotts, Ruza Forest, Salzburger Totentanz, Sintflut, Übungsstücke für Schauspieler, Kleines Organon für das Theater, Lieder Gedichte Chöre, Das Verhör des Lukullus, Der Dreigroschenroman 

## Werkausgaben
- Gesammelte Werke in 20 Bänden, Schriften zur Politik und Gesellschaft. Werkausgabe Edition Suhrkamp, Frankfurt am Main 1967
- Werke in fünf Bänden. Aufbau-Verlag, Berlin und Weimar 1973, Lizenzausgabe mit Genehmigung des Suhrkamp-Verlages
- Große kommentierte Berliner und Frankfurter Ausgabe. 30 Bände (in 32 Teilbänden) und ein Registerband. Suhrkamp, Frankfurt am Main 1988–2000 (Verzeichnis der Bände)
- Sämtliche Stücke in einem Band. Komet, 2002, ISBN 3-89836-302-3.
- Die Gedichte in einem Band. Suhrkamp, Frankfurt am Main 2002, ISBN 3-518-02269-5.
- Geschichten vom Herrn Keuner. Zürcher Fassung. Herausgegeben von Erdmut Wizisla. Suhrkamp, Frankfurt am Main 2004, ISBN 3-518-41660-X (Enthält erstmals veröffentlichte Geschichten aus einem Zürcher Fund im Jahr 2000.)
- Notizbücher. Herausgegeben von Martin Kölbel und Peter Villwock, Suhrkamp, Frankfurt am Main, später Berlin, seit 2010 („Die Elektronische Edition (EE) ergänzt und fundiert die Buchausgabe.“).
  - Notizbücher. Band 1: 1918–1920, Frankfurt am Main 2012, ISBN 978-3-518-42299-1.
  - Notizbücher. Band 2: 1920, Frankfurt am Main 2014, ISBN 978-3-518-42431-5.
  - Notizbücher. Band 3: 1921, Berlin 2017, ISBN 978-3-518-42596-1.
  - Notizbücher 13–15. Band 4: 1921–1923, Berlin 2019, ISBN 978-3-518-42884-9.
  - Notizbücher 16–20. Band 5: 1924–1926, Berlin 2021, ISBN 978-3-518-42987-7.
  - Notizbücher. Band 7: 1927–1930, Frankfurt am Main 2010, ISBN 978-3-518-41971-7.
- »Unsere Hoffnung heute ist die Krise«. Interviews 1926–1956. Herausgegeben von Noah Willumsen, Suhrkamp, Berlin 2023, ISBN 978-3-518-47159-3.
- Für alle Fälle Brecht. Anthologie in 6 Bänden. Suhrkamp, Frankfurt am Main 2009.

## Philatelistisches
Mit dem Erstausgabetag 2. Februar 2023 gab die Deutsche Post AG anlässlich des 125. Geburtstags von Bertolt Brecht ein Sonderpostwertzeichen im Nennwert von 85 Eurocent heraus. Der Entwurf stammt vom Grafiker Matthias Wittig aus Berlin.

### Theaterwissenschaftliche Abhandlungen
- Günther Heeg: Klopfzeichen aus dem Mausoleum: Brechtschulung am Berliner Ensemble. Verlag Vorwerk 8, Berlin 2000, ISBN 3-930916-30-4.

### Biografien
- Günter Berg, Wolfgang Jeske: Bertolt Brecht. Sammlung Metzler. Metzler, Stuttgart 1998, ISBN 3-476-10310-2.
- John Fuegi: Brecht & Co. Übersetzt und berichtigt von Sebastian Wohlfeil. EVA, Hamburg 1997, ISBN 3-434-50067-7.
- Werner Hecht: Brecht-Chronik. Suhrkamp, Frankfurt am Main 1997, ISBN 3-518-40910-7.
- Jürgen Hillesheim: Bertolt Brechts Augsburger Geschichten. Biografische Skizzen und Bilder. Augsburg 2004, ISBN 3-938332-01-8.
- Jürgen Hillesheim: Bertolt Brecht – Erste Liebe und Krieg. Mit einem bislang unbekannten Text und unveröffentlichten Fotos. Augsburg 2008, ISBN 978-3-938332-11-5.
- Jürgen Hillesheim: Lotte Lenya und Bertolt Brecht. Das wilde Leben zweier Aufsteiger. wbg Theiss, Darmstadt 2022, ISBN 978-3-8062-4535-6.
- Reinhold Jaretzky: Bertolt Brecht. (= rororo Monographien. Band 50692). Rowohlt, Reinbek 2006, ISBN 3-499-50692-0.
- Sabine Kebir: Ein akzeptabler Mann? Streit um Bertolt Brechts Partnerbeziehungen. Der Morgen, Berlin 1987, ISBN 3-371-00091-5.
- Sabine Kebir: Ein akzeptabler Mann? Brecht und die Frauen. Pahl-Rugenstein, Köln 1989, ISBN 3-7609-7028-1; Aufbau Taschenbuch, Berlin 1998, ISBN 3-7466-8028-X.
- Marianne Kesting: Bertolt Brecht mit Selbstzeugnissen und Bilddokumenten. Hamburg 1959; Rowohlt, Reinbek 2003, ISBN 3-499-50037-X.
- Jan Knopf: Bertolt Brecht – Lebenskunst in finsteren Zeiten: Biographie. Hanser Verlag, München 2012, ISBN 978-3-446-24001-8.
- Jan Knopf: Bertolt Brecht. (= Suhrkamp BasisBiographie. 16). Suhrkamp, Frankfurt am Main 2006, ISBN 3-518-18216-1.
- Brigitte Marschall: Bertolt Brecht. In: Andreas Kotte (Hrsg.): Theaterlexikon der Schweiz. Band 1, Chronos, Zürich 2005, ISBN 3-0340-0715-9, S. 264–266.
- Werner Mittenzwei: Das Leben des Bertolt Brecht oder Der Umgang mit den Welträtseln. Suhrkamp, Frankfurt 2002, ISBN 3-518-02671-2.
- Stephen Parker: Bertolt Brecht: a literary life. Bloomsbury, London u. a. 2014, ISBN 978-1-4081-5562-2.
  - Deutsche Übersetzung von Ulrich Fries und Irmgard Müller: Bertolt Brecht: Eine Biographie. Suhrkamp, Berlin 2018, ISBN 978-3-518-42812-2.
- Anthony Squiers: An Introduction to the Social and Political Philosophy of Bertolt Brecht: Revolution and Aesthetics. Rodopi, Amsterdam 2014, ISBN 978-90-420-3899-8.
- Klaus Völker: Bertolt Brecht, Eine Biografie. Rowohlt, Reinbek 1988, ISBN 3-499-12377-0.

### Sachliteratur
- Bertolt Brecht. In: Heinz Ludwig Arnold (Hrsg.): Kindlers Literatur Lexikon. 3., völlig neu bearbeitete Auflage. 18 bde. Metzler, Stuttgart/Weimar 2009, ISBN 978-3-476-04000-8, Bd. 3, S. 92–123.
- Louis Althusser: Über Brecht und Marx. 1968.
- Christine Arendt: Natur und Liebe in der frühen Lyrik Brechts. Peter Lang, Frankfurt am Main 2001, ISBN 3-631-37813-0.
- Hannah Arendt Bertolt Brecht. In: Menschen in finsteren Zeiten. Piper, München 2001, ISBN 3-492-23355-4, S. 237–283. (Auch in: Hannah Arendt: Walter Benjamin – B. B.- Zwei Essays. Piper, München 1971, S. 63–107).
- Michael Bienert: Brechts Berlin. Literarische Schauplätze. Verlag für Berlin-Brandenburg, Berlin 2018, ISBN 978-3-947215-27-0.
- Bernd-Rainer Barth, Andreas Kölling: Bertolt Brecht. In: Wer war wer in der DDR? 5. Ausgabe. Band 1. Ch. Links, Berlin 2010, ISBN 978-3-86153-561-4.
- Wendula Dahle (Hrsg.): Die Geschäfte mit dem armen B. B. Vom geschmähten Kommunisten zum Dichter deutscher Spitzenklasse. VSA-Verlag, Hamburg 2006, ISBN 3-89965-209-6.
- Franz-Josef Deiters: „Das Ereignis hat stattgefunden, hier findet die Wiederholung statt“. Bertolt Brechts Episches Theater. In: Franz-Josef Deiters: Verweltlichung der Bühne? Zur Mediologie des Theaters der Moderne. Erich Schmidt Verlag, Berlin 2019, ISBN 978-3-503-18813-0, S. 133–169.
- Albrecht Dümling: Lasst euch nicht verführen. Brecht und die Musik. München 1985, ISBN 3-463-40033-2.
- Helmut Fahrenbach: Bertolt Brecht – Philosophie als Verhaltenslehre. Talheimer Verlag, Mössingen-Talheim 2018, ISBN 978-3-89376-177-7.
- Christoph Gellner: Brecht, Bertolt. In: Biographisch-Bibliographisches Kirchenlexikon (BBKL). Band 31, Bautz, Nordhausen 2010, ISBN 978-3-88309-544-8, Sp. 193–208 (Artikel/Artikelanfang im Internet-Archive am 2011-04-17).
- Günter Grass: Die Plebejer proben den Aufstand. Ein deutsches Trauerspiel. Steidl, Göttingen 2003, ISBN 3-88243-934-3. (Erstveröffentlichung 1966)
- Werner Hecht: Die Mühen der Ebenen. Brecht und die DDR. Aufbau Verlag, Berlin, 2014, ISBN 978-3-351-03569-3.
- Hans-Christian von Herrmann: Sang der Maschinen. Brechts Medienästhetik. Fink, München 1996, ISBN 3-7705-3107-8.
- Fritz Hennenberg (Hrsg. u. Kommentar): Brecht-Liederbuch. (= suhrkamp taschenbuch. 1216). Frankfurt am Main 1985, ISBN 3-518-37716-7 (Auswahl von 121 Liedern mit Noten).
- Jürgen Hillesheim: Ich muß immer dichten. Zur Ästhetik des jungen Brecht. Würzburg 2005, ISBN 3-8260-3057-5.
- Jürgen Hillesheim: Instinktiv lasse ich hier Abstände … Bertolt Brechts vormarxistisches Episches Theater. Königshausen & Neumann, Würzburg 2011, ISBN 978-3-8260-4716-9.
- Jürgen Hillesheim: Ich habe Musik unter meiner Haut … Bach, Mozart und Wagner beim frühen Brecht. Freiburg 2014, ISBN 978-3-7930-9783-9.
- Ulrich Kittstein: Das lyrische Werk Bertolt Brechts. Metzler, Stuttgart 2012, ISBN 978-3-476-02451-0.
- Jan Knopf (Hrsg.): Brecht-Handbuch in fünf Bänden. Metzler, 2001–2003.
  - Band 1: Stücke. 2001, ISBN 3-476-01829-6.
  - Band 2: Gedichte. 2001, ISBN 3-476-01830-X.
  - Band 3: Prosa, Filme, Drehbücher. 2002, ISBN 3-476-01831-8.
  - Band 4: Schriften, Journale, Briefe. 2003, ISBN 3-476-01832-6.
  - Band 5: Register, Chronik, Materialien. 2003, ISBN 3-476-01833-4.
- Dieter Lattmann: Kennen Sie Brecht? Reclam, Stuttgart 1988, ISBN 3-15-008465-2.
- Jürgen Link: Die Struktur des literarischen Symbols. Theoretische Beiträge am Beispiel der späten Lyrik Brechts. Fink, München 1975, ISBN 3-7705-1186-7.
- Joachim Lucchesi, Ronald K. Shull: Musik bei Brecht. Suhrkamp, Frankfurt 1988, ISBN 3-518-02601-1.
- Brigitte Marschall: Bertolt Brecht. In: Andreas Kotte (Hrsg.): Theaterlexikon der Schweiz. Band 1, Chronos, Zürich 2005, ISBN 3-0340-0715-9, S. 264–266.
- Klaus-Detlef Müller: Bertolt Brecht: Epoche – Werk – Wirkung. Beck, München 2009, ISBN 978-3-406-59148-8.
- Eberhard Rohse: Der frühe Brecht und die Bibel. Studien zum Augsburger Religionsunterricht und zu den literarischen Versuchen des Gymnasiasten. (= Palaestra. Band 278). Vandenhoeck & Ruprecht, Göttingen 1983, ISBN 3-525-20550-3.
- Eberhard Rohse: Bertolt Brecht 1898–1956. In: Karl-Heinz Habersetzer (Hrsg.): Deutsche Schriftsteller im Porträt. Band 6: Expressionismus und Weimarer Republik (= Beck’sche Schwarze Reihe. Band 292). C. H. Beck Verlag, München 1984, ISBN 3-406-09292-6, S. 34–35.
- Rüdiger Sareika (Hrsg.): Anmut sparet nicht noch Mühe. Zur Wiederentdeckung Bertolt Brechts. Iserlohn 2005, ISBN 3-931845-92-3.
- Ralf Schenk: Die gescheiterte Courage – Notizen zur Werkgeschichte eines großen Filmprojekts von Bertolt Brecht und Wolfgang Staudte. In: film-dienst. 03/1998.
- Ernst Schumacher: Mein Brecht – Erinnerungen. Henschel, Berlin 2006, ISBN 3-89487-534-8.[131]
- Ulrich Stadler: Brecht, Bertolt. In: Historisches Lexikon der Schweiz.
- Frank Thomsen, Hans-Harald Müller, Tom Kindt: Ungeheuer Brecht. Eine Biographie seines Werks. Göttingen 2006, ISBN 3-525-20846-4.
- Ditte von Arnim: Brechts letzte Liebe. Das Leben der Isot Kilian. Transit Buchverlag, Berlin 2006, ISBN 3-88747-215-2.
- Werner Wüthrich: Die 'Antigone' des Bertolt Brecht. Eine experimentelle Theaterarbeit, Chur 1948. Chronos Verlag 2015, ISBN 978-3-0340-1253-9.
- Werner Wüthrich: 1948. Brechts Zürcher Schicksalsjahr. Chronos, 2006, ISBN 3-0340-0812-0.
- Werner Wüthrich: Bertolt Brecht und die Schweiz. Chronos, 2003, ISBN 3-0340-0564-4.
- Bertolt Brecht. In: Aus Politik und Zeitgeschichte. 23–24/2006 (online; PDF; 3,0 MB).
- Brecht/Lukács/Benjamin – Fragen der marxistischen Theorie. In: Das Argument. Nr. 46, 1968 (PDF).

## Filmwerke

### Unter Mitwirkung Brechts
- 1923: Mysterien eines Frisiersalons (am Drehbuch und an der Regie beteiligt)
- 1932: Kuhle Wampe oder: Wem gehört die Welt? (am Drehbuch beteiligt)
- 1942: Auch Henker sterben (Hangmen also die) (am Drehbuch und Manuskript beteiligt)
- 1955: Herr Puntila und sein Knecht Matti (am Drehbuch beteiligt)
- 1955: Mutter Courage und ihre Kinder (am Drehbuch beteiligt, Dreharbeiten wurden abgebrochen)

### Fernsehaufzeichnungen und Verfilmungen (Auswahl)
- 1942: Die Mörder machen sich auf den Weg (nach Furcht und Elend des Dritten Reiches,) Regie: Wsewolod Pudowkin, UdSSR
- 1957: Zwei Mütter (nach Der kaukasische Kreidekreis,) Regie: Frank Beyer, DEFA
- 1957: Mutter Courage und ihre Kinder Theateraufzeichnung, Regie: Bertolt Brecht und Erich Engel (Deutscher Fernsehfunk)
- 1961: Mutter Courage und ihre Kinder Theateraufzeichnung, Regie: Manfred Wekwerth und Peter Palitzsch (DEFA)
- 1962: Leben des Galilei, Regie: Egon Monk, ARD
- 1970: Baal, Regie: Volker Schlöndorff, HR und BR
- 1972: Geschichtsunterricht (nach Die Geschäfte des Herrn Julius Cäsar,) Regie: Jean-Marie Straub und Danièle Huillet, deutsch-französische Ko-Produktion
- 1973: Der kaukasische Kreidekreis, Regie: Lothar Bellag u. a., DFF
- 1974: Der aufhaltsame Aufstieg des Arturo Ui (Theateraufzeichnung)
- 1979: Die Rache des Kapitäns Mitchell (nach Safety first (1934)), Regie: Christa Mühl

### Über Brecht (Auswahl)
- 1998: Hundert Jahre Brecht. Dokumentarfilm, Deutschland, USA, Schweiz, Frankreich, 103 Min., Regie: Ottokar Runze, Drehbuch: Ottokar Runze & Hanne Hiob, Musik: Kurt Weill, Hanns Eisler & Paul Dessau, Erstausstrahlung: 26. August 1998, ARD[132]
- 1999: Abschied. Brechts letzter Sommer. Spielfilm, Deutschland, Polen, 90 Min., Regie: Jan Schütte, Drehbuch: Klaus Pohl, Musik: John Cale, Erstausstrahlung: ARD u. a. mit Josef Bierbichler als Bertolt Brecht, Monica Bleibtreu als Helene Weigel
- 2006: Brecht – Die Kunst, zu leben. Dokumentation, Deutschland, 90 Min., Buch und Regie: Joachim Lang, Produktion: MDR[133]
- 2006: Brecht-Gala: Ungeheuer oben! Eine Hommage an Bertolt Brecht aus Anlass seines 50. Todestages im Berliner Ensemble, 150 Min., Regie: Claus Peymann (Theater)/Joachim Lang (SWR), Produktion: SWR, RBB, Erstausstrahlung: ARD, 13. August,[134]
- 2006: Das Literarische Quartett. Zum 50. Todestag von Bertolt Brecht, mit Marcel Reich-Ranicki, Hellmuth Karasek, Iris Radisch und Peter Rühmkorf als Gast, Produktion: ZDF, Erstausstrahlung: 11. August[135]
- 2019: Brecht, zweiteiliger Fernsehfilm (Dokudrama und Biopic), Deutschland/Österreich/Tschechien, 187 Min., Regie und Drehbuch: Heinrich Breloer; mit Tom Schilling im ersten Teil als Darsteller des jüngeren Brecht (bis in die 1930er Jahre) und Burghart Klaußner im zweiten Teil in der Rolle des älteren Brecht (ab den 1940er Jahren); sowie Lou Strenger als jüngere und Adele Neuhauser als ältere Helene Weigel

## Brecht als literarische Figur
- Lion Feuchtwanger: Erfolg: Drei Jahre Geschichte einer Provinz. (1930). Aufbau Taschenbuch, Berlin 2008, ISBN 978-3-436-02168-9.
- Marieluise Fleißer: Avantgarde. (1962). In: Fleißer: Gesammelte Werke. Bd. 3. Hrsg. v. Günther Rühle. Suhrkamp, Berlin 1983, ISBN 3-518-38777-4, S. 117–168.
- Günter Grass: Die Plebejer proben den Aufstand. (1966). Luchterhand, München 1989, ISBN 3-630-86702-2.
- Peter Weiss: Die Ästhetik des Widerstands. (1975–1981). Hrsg. v. Jürgen Schutte, Suhrkamp, Frankfurt am Main 2016, ISBN 978-3-518-42551-0.
- Robert Cohen: Exil der frechen Frauen. Rotbuch Verlag, Berlin 2009, ISBN 978-3-293-20874-2.